# Daniil Medvédev
Daniil Serguéievich Medvédev (en ruso: Дании́л Серге́евич Медве́дев; pronunciado [dənʲɪˈiɫ mʲɪdˈvʲedʲɪf]; Moscú, 11 de febrero de 1996) es un tenista profesional ruso. Su mayor logro es su título en el Abierto de Estados Unidos 2021. Su mejor posición en el ranking ATP es la n.º 1 conseguida el 28 de febrero de 2022.

## Carrera
Su mejor ranking individual es el n.º 1 alcanzado el 28 de febrero de 2022, mientras que en dobles logró la posición 265.º el 18 de septiembre de 2017. Fue felicitado por el presidente Vladímir Putin por sus logros deportivos. Ha logrado hasta el momento 20 títulos de la categoría ATP, además de un título en la categoría ATP Challenger Tour.

### 2015-2016: Inicios como profesional

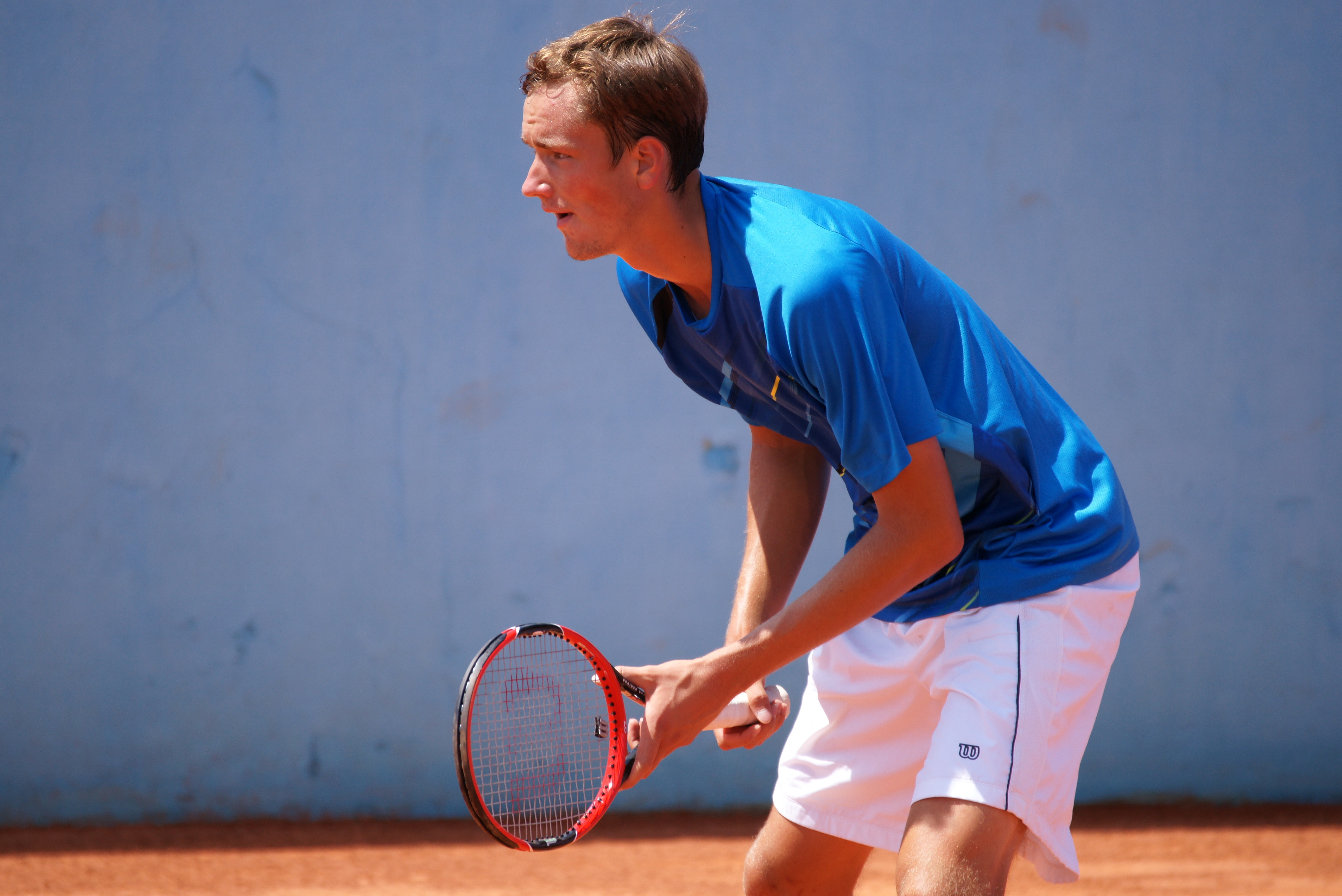
Medvédev en 2015.

Medvédev hizo su debut en un cuadro principal ATP en el Torneo de Moscú 2015 en la modalidad de dobles asociándose con Aslán Karátsev, llegaron hasta segunda ronda siendo eliminados por Radu Albot y František Čermák.
En el Challenger de Savannah 2016 fue descalificado en la segunda ronda por los comentarios que hizo después de que el árbitro dictaminó un punto a favor de su oponente. Medvédev pensó que había ganado un punto de quiebre contra el servicio de su oponente Donald Young, pero el juez de silla Sandy French dictaminó que su tiro había ido fuera (out). Medvédev en ese momento dijo que Young y French, ambos afroamericanos, eran amigos. Fue descalificado cuando caía 1-4 en el primer partido por supuestamente "cuestionar la imparcialidad del árbitro en función de su raza".
Tras lograr pasar la clasificación, Medvédev hizo su debut en un cuadro principal ATP en singles en el Torneo de Niza 2016, perdiendo en primera ronda ante Guido Pella por 1-6, 7-6(4), 6-7(5). Tres semanas más tarde obtuvo su primera victoria ATP Tour en el ATP 250 de 's-Hertogenbosch en Holanda sobre césped, al batir a Horacio Zeballos por un claro 6-3 y 6-1, en segunda ronda perdió ante Adrian Mannarino por 6-4 y 6-2. Luego en julio jugó el ATP 500 de Hamburgo, y en tierras alemanas consiguió su segundo triunfo como profesional al vencer a Jan-Lennard Struff en 1.ª ronda por 6-4, 5-7 y 6-4; en segunda ronda perdió ante Daniel Gimeno por 7-5, 6-7(4), 6-7(2). En septiembre, ganó su primer torneo ATP Challenger Series en individuales en Saint-Rémy-de-Provence. Al final del año, llegó hasta los cuartos de final del ATP 250 de Moscú tras vencer al número 28 del mundo Viktor Troicki.

### 2017: Primera final ATP y primer triunfo en Grand Slam

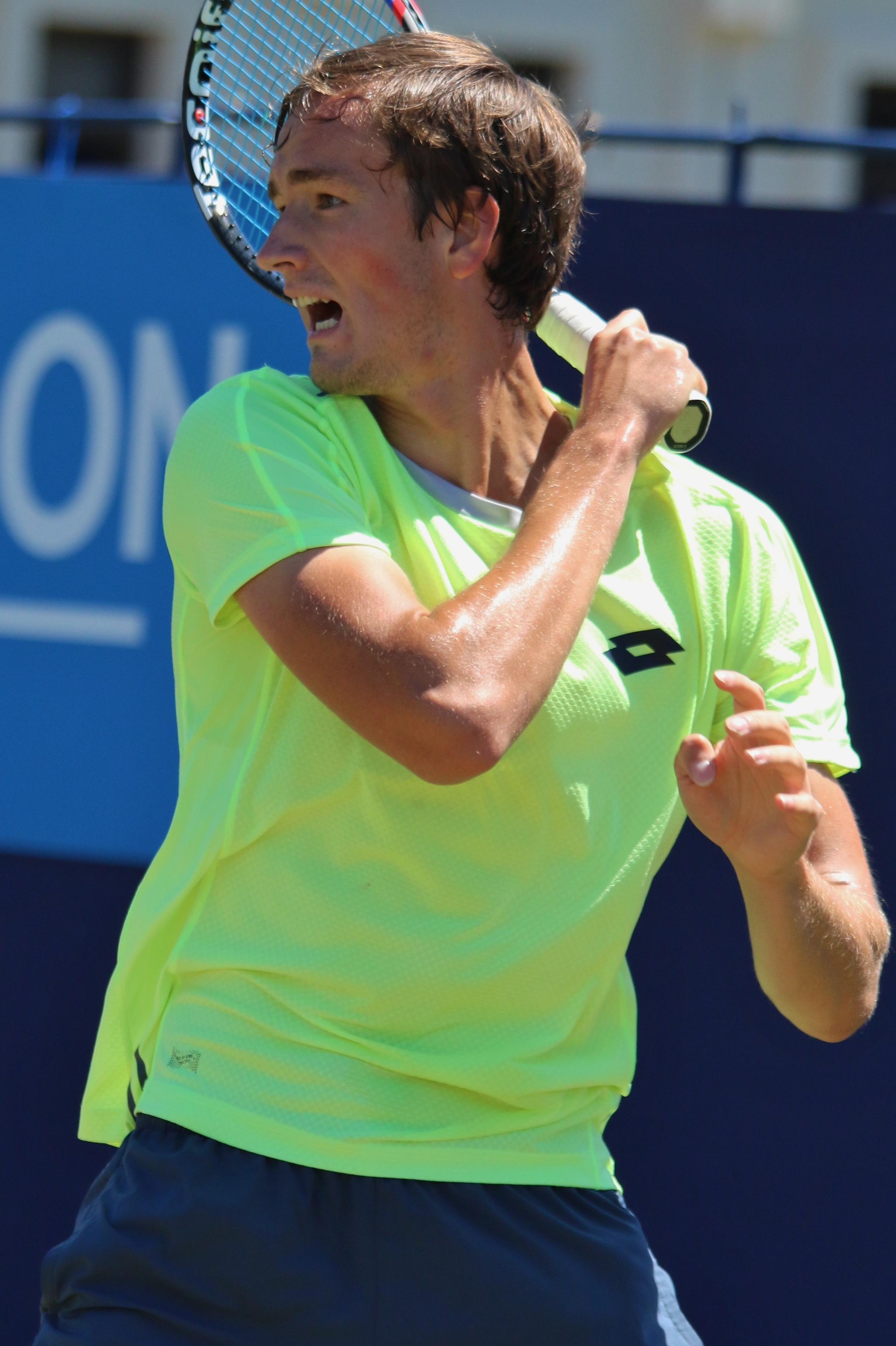
Medvédev durante el Torneo de Eastbourne 2017.

Empieza el año jugando el ATP 250 de Chennai. Comienza arrasando en sus tres primeros partidos venciendo a Thiago Monteiro (6-3, 6-3), Lu Yen-Hsun (6-4, 6-3) y Jozef Kovalík (6-1, 6-4) y en semis batió a Dudi Sela por 4-6, 7-6(2) y 6-2 alcanzando su primera final ATP, donde pierde ante el español Roberto Bautista por 6-3, 6-4. Como resultado, Medvédev salta 34 posiciones del 99 lugar del ranking ATP al puesto 65, un nuevo récord en su carrera. En el Abierto de Australia juega su primer cuadro final de Grand Slam, perdiendo en primera ronda ante al estadounidense Ernesto Escobedo por 7-5, 4-6, 7-6(5) y 6-1.
Luego alcanza los cuartos de final en Montpellier y Marsella, perdiendo contra Jo-Wilfried Tsonga y Lucas Pouille respectivamente, termina la gira de pista dura perdiendo en primera ronda en los Masters de Indian Wells y Miami.
En la gira de tierra batida europea no consigue ningún buen resultado, haciendo 4 primeras rondas en los torneos jugados en Montecarlo, Budapest, Lyon y Roland Garros.

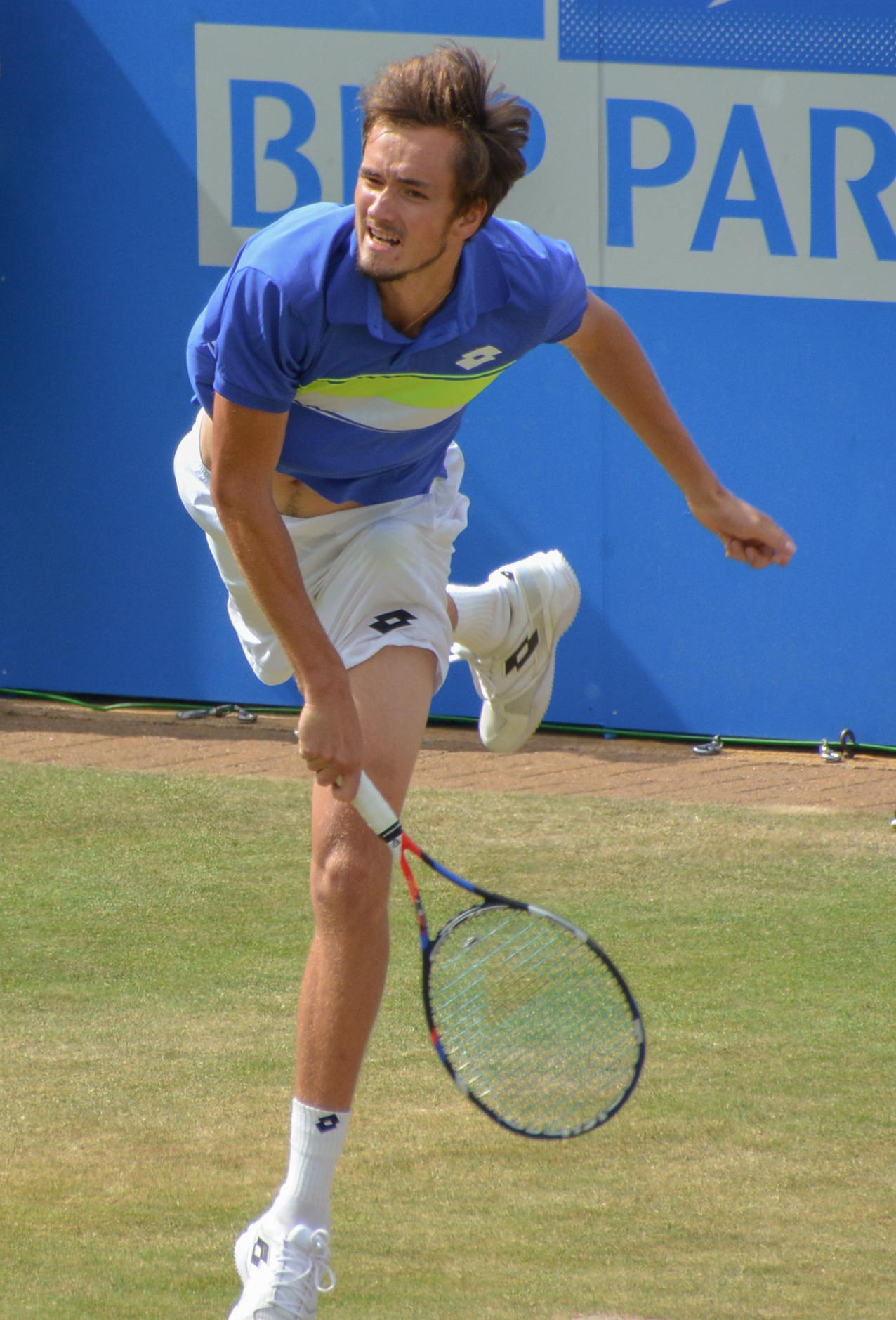
Medvédev durante el Torneo de Queen's 2017.

En la gira de hierba, llegó a los cuartos de final del ATP 250 de 's-Hertogenbosch entrando desde la fase previa, derrotando al sexto cabeza de serie, Robin Haase, y Thanasi Kokkinakis antes de perder contra Ivo Karlović en sets corridos. En el ATP 500 de Queen's también alcanzó los cuartos de final (primero en ATP 500) al vencer a Nicolás Mahut y Thanasi Kokkinakis. Finalmente cayó ante Grigor Dimitrov por parciales de 6-3, 3-6 y 6-3. Una semana más tarde, mantuvo su buena forma sobre césped al avanzar hasta las semifinales en Eastbourne, donde cayó ante el primer cabeza de serie y n.º 4 del mundo Novak Djokovic por doble 6-4.
En Wimbledon obtuvo su primera victoria de Grand Slam al derrotar al quinto cabeza de serie y n.º 3 del mundo Stan Wawrinka en la primera ronda por 6-4, 3-6, 6-4 y 6-1. Este resultado fue notable, ya que impidió que Wawrinka completara el Grand Slam carrera (es decir, ganar cada uno de los cuatro torneos de Grand Slam). Posteriormente perdió en la siguiente ronda contra Ruben Bemelmans en cinco sets por 4-6, 2-6, 6-3, 6-2, 3-6 en un polémico partido. Medvédev recibió tres multas por un total de $ 14 500 dólares (11 200 euros) por su conducta durante el partido con Bemelmans; Medvédev fue multado con un total de $ 7000 por insultar al árbitro en dos ocasiones y otros $ 7500 por lanzar monedas bajo la silla del árbitro, creyendo que el árbitro había sido corrompido.
Logra clasificarse para las NextGen ATP Finals ocupando el séptimo lugar. Quedó situado en el Grupo B con el ruso Karén Jachánov, el croata Borna Ćorić y el estadounidense Jared Donaldson. Debutó contra Jachánov y lo derrotó en cuatro sets, luego cayó ante Ćorić en cuatro sets, ya en el último partido del grupo logró clasificarse tras vencer a Donaldson en cuatro sets. En semifinales perdió contra el futuro campeón Hyeon Chung en 5 sets.

### 2018: Primeros títulos ATP

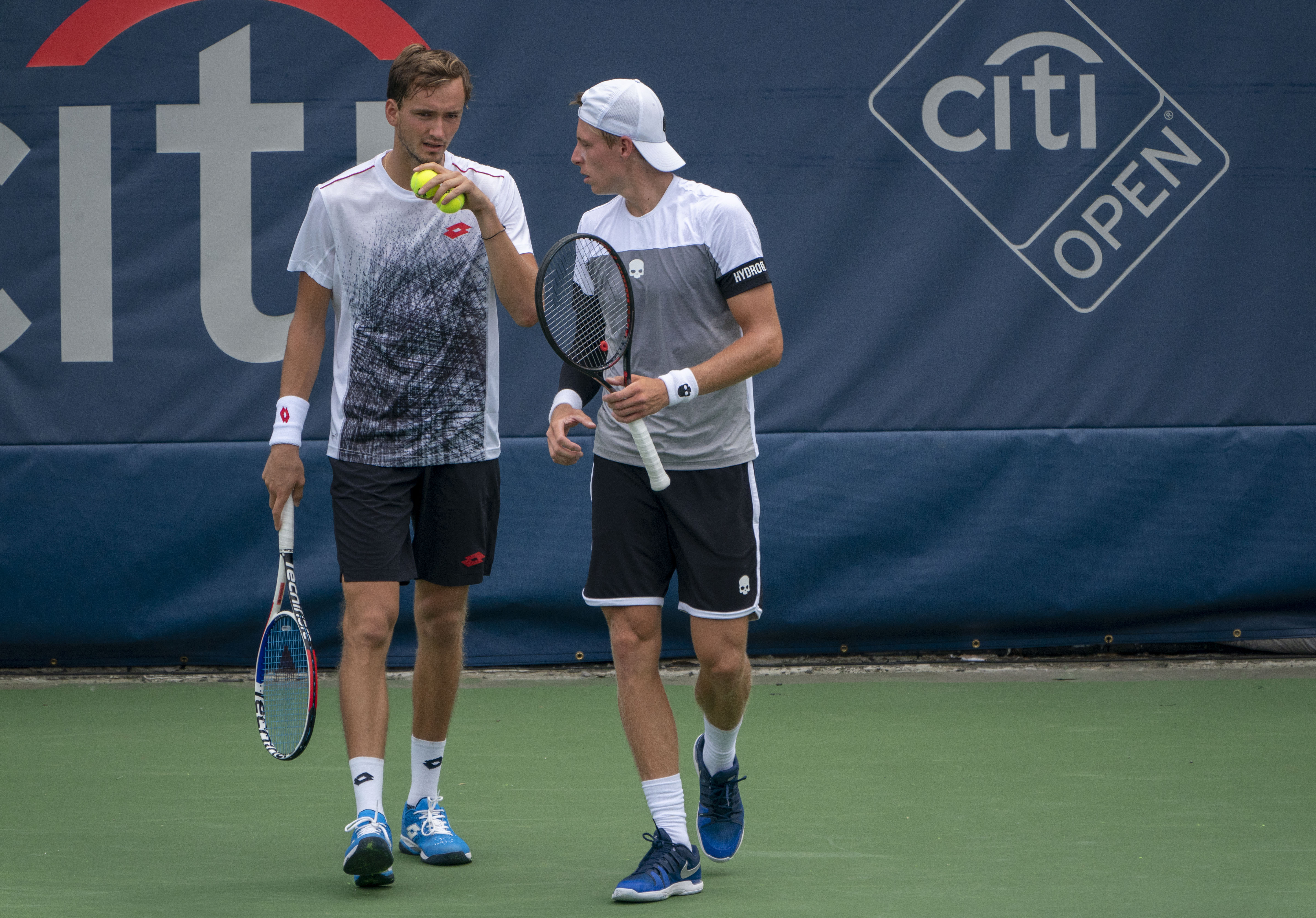
Medvédev e Iliá Ivashka jugando un torneo de dobles en Estados Unidos en 2018.

Comienza el año en el Challenger de Playford en Australia, donde cayó derrotado en primera ronda ante Marinko Matosevic por 7-5, 4-6, 4-6. Luego viaja a 
Sídney para disputar el ATP 250 de dicha ciudad, es en este torneo donde alcanza su primer título ATP viniendo desde la fase de clasificación con ranking 84 en el mundo, dejando en el camino en primera ronda del cuadro oficial al sólido alemán y sexto cabeza de serie Philipp Kohlschreiber por un claro 6-2 y 6-3, para luego derrotar el estadounidense Jared Donaldson en tres ajustados sets por 6-3, 4-6 y 7-5. Con una victoria de autoridad elimina al italiano Paolo Lorenzi en cuartos de final por doble 6-3 y consolida el buen momento derrotando en 3 sets al cuarto cabeza de serie Fabio Fognini en semifinales por 2-6, 6-4 y 6-1. Finalmente derrota a la nueva estrella australiana de 18 años Álex de Miñaur en un intenso partido a 3 sets que ganó el ruso por 1-6, 6-4 y 7-5 en el que ambos jugadores dejaron grandes sensaciones para su entrada al Grand Slam australiano. La final se convirtió en la "más joven" desde 2007, cuando Rafael Nadal, de 20 años de edad, derrotó a Novak Djokovic, de 19 años, en la final del Masters de Indian Wells. También se convirtió en la final del torneo más joven desde 1989.
Entra al Abierto de Australia con ranking 53, enfrentando en primera ronda a Thanasi Kokkinakis en un partido de alta intensidad donde el ruso se quedó con la victoria por 6-2, 6-7(6), 7-6(8) y 6-4. Luego, denotando cierto cansancio cae ante Hyeon Chung en segunda ronda por 6-7(4), 1-6 y 1-6.
Después llega al Torneo de Montpellier, donde cae estrepitosamente ante el local Richard Gasquet por 6-0 y 6-3 en primera ronda. Levanta su nivel en Róterdam viniendo desde la fase de clasificación, entra al cuadro final y alcanza los cuartos de final perdiendo ante el italiano Andreas Seppi por 7-6(4), 4-6 y 6-3.
Más tarde en el Masters 1000 de Indian Wells alcanzó la 3.ª ronda, dejando en el camino al estadounidense Steve Johnson y al italiano Matteo Berrettini en una durísima batalla a tres sets para, finalmente, caer ante Pablo Carreño Busta por 6-1 y 7-5. En el Masters de Miami derrota en su primer partido al griego Stefanos Tsitsipas por 2-6, 6-4 y 6-2, el cual dejó una polémica discusión, ya que el griego insulta al ruso provocando el enojo de este último, por lo que debe ser contenido por el umpire para evitar mayores problemas. En segunda ronda se enfrenta a Alexander Zverev cayendo en 3 sets por 6-1, 1-6 y 7-6(5). A pesar de ello, Daniil mostró un excelente nivel, especialmente en el aspecto mental.
Antes de entrar de lleno a la gira de tierra batida europea, participa en el duelo contra Austria por la Zona I Europea/Africana, ganando su partido en dos sets muy fácil contra Sebastian Ofner, pero esto no impediría que Rusia cayera por 3 a 1 en la serie. Luego entra al Masters de Montecarlo, donde venció en primera ronda al húngaro Marton Fucsovics por 6-7(4), 6-2, 7-5 y luego pierde en segunda ronda ante el japonés Kei Nishikori por 7-5 y 6-2. De manera consecutiva cae en las primeras rondas de todos los torneos siguientes que disputa en tierra batida, dejando claro que es una superficie a la que deberá de adaptarse mejor ya que se posiciona como su mayor debilidad.
En la gira de hierba entra al Torneo de 's-Hertogenbosch cayendo ante Fernando Verdasco en segunda ronda. Más tarde en el ATP 500 de Queen's fue derrotado en segunda ronda por el francés Jeremy Chardy. En el ATP 250 de Eastbourne cayó en primera ronda contra Steve Johnson, pero logra recuperarse para hacer tercera ronda en Wimbledon, dejando en el camino a Borna Ćorić y a Guillermo García-López en sets corridos, para luego ser derrotado por Adrian Mannarino en cinco sets.
Luego, en la gira de pista dura norteamericana, comienza con el ATP 500 de Washington donde es derrotado en segunda ronda por el canadiense Denis Shapovalov en tres sets. En el Masters de Toronto logra un buen resultado avanzando hasta tercera ronda viniendo desde la clasificación tras vencer a Jack Sock y al joven local de 17 años, Félix Auger-Aliassime en tres mangas, cayó contra Alexander Zverev por 6-3, 6-2. Luego en el Masters de Cincinnati avanza desde la clasificación hasta primera ronda cayendo ante el croata Borna Ćorić por un claro 6-2 y 6-3. Finalmente antes del Grand Slam estadounidense, juega el ATP 250 de Winstom Salem logrando llevarse el título en esta edición después de derrotar al favorito local Steve Johnson en sets corridos por doble 6-4 logrando el segundo título de su carrera, ayudándole a subir hasta el puesto 36 del ranking.
En el US Open comienza derrotando a su compatriota Yevgueni Donskói por 7-5, 6-4 y 6-2, en segunda ronda derrotó nuevamente al 15.º cabeza de serie Stefanos Tsitsipas por 6-4, 6-3, 4-6, 6-3, y en la tercera ronda cae nuevamente ante el croata Borna Ćorić por 3-6, 5-7, 2-6.
Pasando a la gira asiática juega en el ATP 250 de San Petersburgo en su natal Rusia llegando hasta los cuartos de final cayendo contra Dominic Thiem en tres sets, a la semana siguiente juega el ATP 500 de Tokio imponiendo una de sus mejores versiones, nuevamente ingresó al cuadro principal tras pasar la fase de clasificación, ya en el cuadro principal, en primera ronda derrotó al cuarto cabeza de serie Diego Schwartzman por 6-4 y 6-4, en segunda ronda venció a Martin Kližan 6-4, 6-3. En cuartos de final venció al cañonero canadiense Milos Raonic por 7-6(4) y 6-3, en semifinales venció a otro canadiense, Denis Shapovalov por doble 6-3 para acceder a la final donde venció al japonés y 11 del mundo Kei Nishikori por 6-2 y 6-4, ganando el torneo en sets corridos, su primer ATP 500 y tercer título ATP. Este triunfo lo llevó a un nuevo puesto en el ranking ATP, n.º 22 y lo convirtió en el jugador número 1 ruso. En el Masters de Shanghái cae en un muy buen partido contra el suizo Roger Federer por un marcador de 4-6, 6-4 y 4-6 en segunda ronda.
De esta manera ingresa a la temporada de torneos bajo techo, haciendo presencia en el ATP 250 de Moscú en su país natal, llegando hasta la semifinal perdiendo ante su compatriota Karén Jachánov por 6-1, 6-7(5) y 6-3. Juega en el ATP 500 de Basilea haciendo otra buena y sólida actuación, llegando a las semifinales tras vencer al alemán Maximilian Marterer por 6-3 y 7-5, al italiano Andreas Seppi por 7-6(5), 6-2 y en cuartos de final a Stefanos Tsitsipas por 6-4, 3-6 y 6-3. En semifinales fue superado claramente por el local y múltiple campeón del torneo, Roger Federer por 6-1 y 6-4. Su último torneo de la temporada lo disputa en el Masters de París-Berçy avanzando hasta segunda ronda para caer ante Borna Ćorić por 4-6, 4-6. Terminó en el puesto 16, logrando 3 títulos, y obteniendo un récord de 43 victorias contra 24 derrotas. Además fue el tenista con más victorias en canchas duras durante la temporada con 38, también el jugador con más títulos en dicha superficie con 3, empatando con Roger Federer, Novak Djokovic y Karén Jachánov.

### 2019: Primera final en Grand Slam, dos títulos de Masters 1000 y llegada al top 5

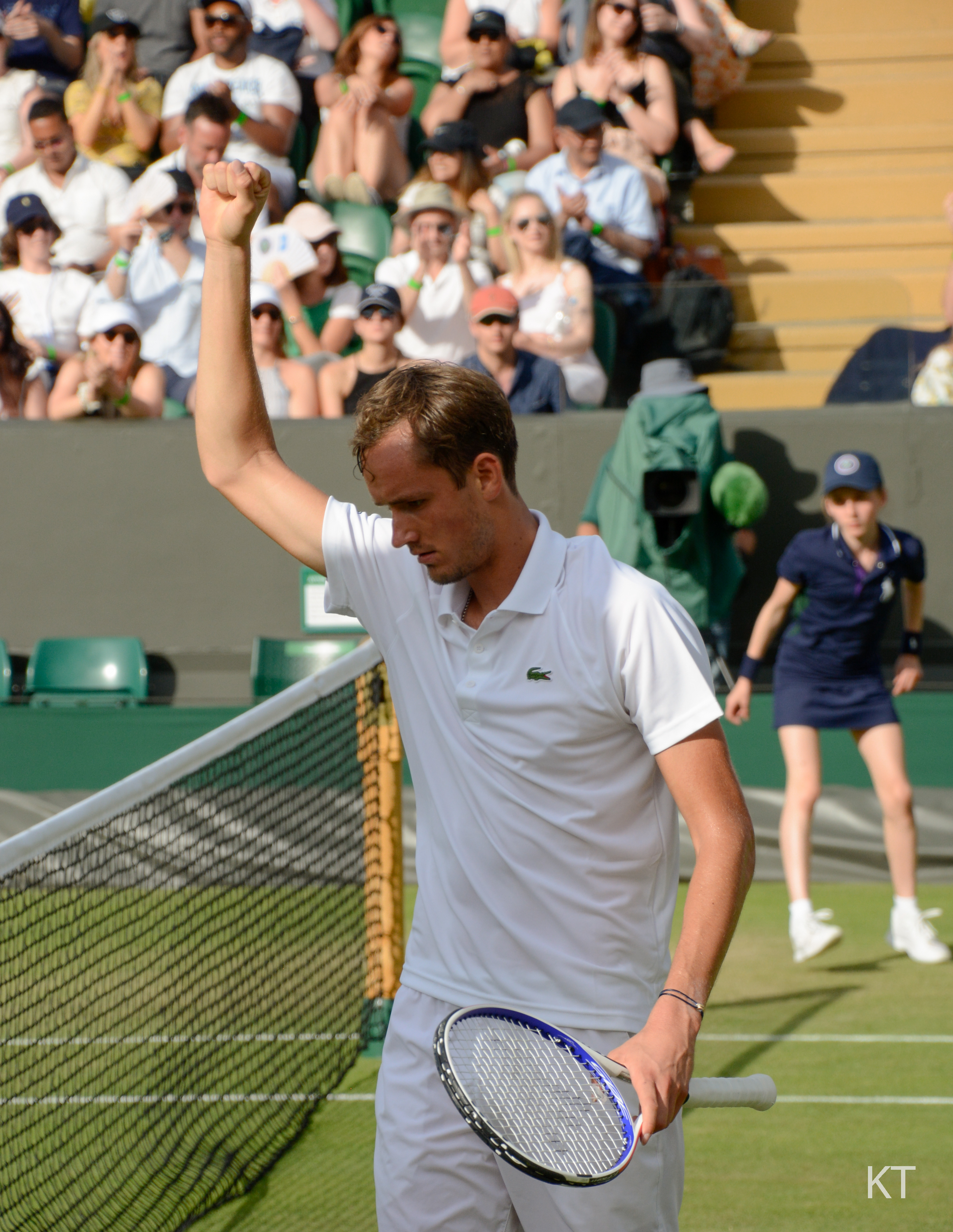
Medvédev durante 2019 logró destaparse durante la gira de canchas duras norteamericanas, ganando el Masters de Cincinnati 2019 y siendo finalista en el ATP 500 de Washington, el Masters 1000 de Toronto y el US Open, perdiendo las 2 últimas con Rafael Nadal.

Comienza su temporada en el ATP 250 de Brisbane como cuarto cabeza de serie, en segunda ronda vence al británico y ex número 1 del mundo Andy Murray, quien venía regresando de una lesión en la cadera, a quien venció por 7-5 y 6-2, en la siguiente ronda venció a otro experimentado tenista, al canadiense y el n.º 3 del mundo Milos Raonic por un difícil 6-7(2), 6-3 y 6-4. En semifinales derrotó a otro rival de gran calibre, Jo-Wilfried Tsonga, otro que venía regresando de una lesión, por 7-6(6) y 6-2 llegando a la final tras derrotar tres ex top 5. En la final cayó ante una gran versión del noveno del mundo Kei Nishikori por 6-4, 3-6 y 6-2.
Llega al primer Grand Slam del año: Abierto de Australia como 15.º cabeza de serie (siendo cabeza de serie por primera vez en un Major) y en muy buena forma. En primera ronda se impone al joven sudafricano Lloyd Harris por un claro 6-1, 6-2 y 6-1, para luego vérselas ante el estadounidense Ryan Harrison a quién derrotaría por un triple 6-3, de esta manera llega a tercera ronda y se enfrenta ante el talentoso belga David Goffin a quién también derrota en 3 sets con un marcador de 6-2, 7-6(3) y 6-3. Siendo muy contundente en sus victorias llegaría a la segunda semana del Grand Slam australiano para enfrentarse al, hasta entonces, 6 veces campeón del torneo Novak Djokovic, dando una dura batalla, calificada como el partido más difícil que tuvo el serbio durante las dos semanas, pero que acabaría siendo derrota para el ruso por un marcador de 4-6, 7-6(5), 6-2 y 6-3 en un partido sublime y agotador para ambos jugadores de 3 horas y 15 minutos. En este partido queda clara la fortaleza mental del ruso, donde no demostró muchas falencias a este nivel y que si logra obtener un juego más completo podrá ser un tenista a tomar en cuenta como candidato a títulos importantes.
Comenzó febrero representado a su país en la nueva versión de la Copa Davis contra Suiza en tierras suizas con la misión de clasificar a las finales de Madrid, algo que lograron tras vencer por 3-1, Medvédev contribuyó con un punto al abrir la serie batiendo a Henri Laaksonen por 7-6(8), 6-7(7) y 6-2. Solo dos días después entraría al ATP 250 de Sofía donde se llevaría el título, empezó en segunda ronda batiendo a Robin Haase por 5-7, 6-2 y 6-2, en cuartos de final a Martin Kližan por 6-4 y 6-1, en semifinales a Gaël Monfils por un claro 6-2, 6-4 y en la final al húngaro Marton Fucsovics por 6-4 y 6-3 ganando el torneo primera vez y sumando su cuarto título como profesional, consagrándose como uno de los jugadores jóvenes más exitosos y generando altas expectativas sobre su futuro en el circuito a solo días de cumplir 23 años. Apenas sin descanso acudió al ATP 500 de Róterdam, siguió con su buena forma al batir a Jérémy Chardy, Fernando Verdasco y Jo-Wilfried Tsonga en sets corridos para alcanzar la semifinales, donde perdió ante el eventual campeón Gael Monfils por 4-6, 6-3 y 6-4 en 2 horas y 8 minutos. Una semana después jugó otro ATP 500, el de Róterdam, perdiendo de entrada en la primera ronda ante Ričardas Berankis por un claro doble 6-3.
En marzo jugó los 2 primeros Masters 1000 de la temporada: en Indian Wells fue eliminado rápidamente en tercera ronda por Filip Krajinović en sets corridos. Y en Miami avanzó un poco más, ya que en segunda ronda venció a Adrian Mannarino por un fácil 6-2 y 6-1, después en tercera a Reilly Opelka por 7-6(5), 6-7(5) y 7-6(0), en cuarta ronda perdió ante el futuro campeón del torneo, Roger Federer por un claro 6-4 y 6-2.
En la tercera semana de abril empezó su gira de tierra batida europea con el Masters de Montecarlo habiendo ganado solo dos de sus primeros 13 partidos de su carrera en tierra batida. A pesar de esto, Medvédev alcanzó su primer cuartos de final en Masters 1000, después de vapulear a Joao Sousa 6-1, 6-1 y Radu Albot 6-1 y 6-2 en las dos primeras rondas, en tercera ronda venció al número 8 del mundo Stefanos Tsitsipas por 6-2, 1-6 y 6-4. En los cuartos de final, dio la sorpresa y también obtuvo su primer triunfo sobre un actual número 1 del mundo, cuando derrotó a Novak Djokovic en tres sets por 6-3, 4-6 y 6-3 en 2 horas 20 minutos. En semifinales fue eliminado por el serbio y número 48 del mundo, Dušan Lajović por 5-7, 1-6 a pesar de haber ido liderando 5-1 la primera manga. A la semana siguiente jugó el ATP 500 de Barcelona, y se clasificó para las semifinales tras vencer a Albert Ramos, Mackenzie McDonald y Nicolás Jarry, ahí logró su tercer triunfo consecutivo sobre un top 10 al vencer al siete del mundo Kei Nishikori por 6-4, 3-6 y 7-5 para alcanzar su primera final sobre tierra batida, en la final cayó ante el especialista en arcilla y número 5 del mundo Dominic Thiem por un claro 6-4 y 6-0.
Después de su victoria sobre Nishikori en Barcelona, Medvédev tuvo una racha de 5 derrotas consecutivas incluida la final del Godó, más los Masters de Madrid y Roma, Roland Garros y el ATP 250 de Stuttgart. Volvió al triunfo en el ATP 500 de Queen's al vencer a Fernando Verdasco 6-4 y 6-2 en primera ronda, llegó a su sexta semifinal de la temporada tras vencer a Diego Schwartzman por un claro doble 6-2, donde perdió contra Gilles Simon por 6-7(4), 6-4 y 6-3. En Wimbledon alcanzó la tercera ronda donde perdió ante David Goffin en cinco sets por 4-6, 6-2, 3-6, 6-3 y 7-5. Tras esto Medvédev alcanzó el Top 10 por primera vez en su carrera.
En la gira de canchas duras norteamericanas tuvo un rendimiento sobresaliente al llegar a 4 finales (en Washington, Montreal, Cincinnati y Nuevo York), convirtiéndose en el tercer hombre en la historia del tenis en hacerlo (después de Ivan Lendl y Andre Agassi). Medvédev comenzó la gira en el ATP 500 de Washington llegando a la final tras vencer a Bjorn Fratangelo, Frances Tiafoe, Marin Čilić y Peter Gojowczyk en sets corridos, en la final fue derrotado por Nick Kyrgios por un estrecho 7-6(6) y 7-6(4).
A la semana siguiente jugó el Masters 1000 de Montreal como octavo cabeza de serie, debutó en segunda  ronda venciendo fácilmente al británico Kyle Edmund por 6-3 y 6-0, en tercera ronda venció al chileno Christian Garín por 6-3, 6-3. En cuartos de final se enfrentó a Dominic Thiem, segundo cabeza de serie, a quien venció en 57 minutos sin conceder un solo break point por un categórico 6-3 y 6-1. En semifinales se enfrentó a su compatriota Karén Jachánov, a quien venció en sets corridos por 6-1 y 7-6(6) por lo tanto, alcanzó su primera final en Masters 1000 tras vencer a dos Top 10 (Thiem y Jachánov). En el duelo por el título, fue derrotado por el campeón defensor y máximo favorito, Rafael Nadal, por un claro 3-6, 0-6 en solo 70 minutos. Una vez finalizado el torneo alcanzó el octavo lugar en el ranking.
Apenas sin descanso y por tercera semana consecutiva, jugó el Masters 1000 de Cincinnati, en segunda ronda venció al extrovertido francés Benoît Paire por 7-6(2) y 6-1, en tercera ronda venció a Jan-Lennard Struff por un claro 6-2 y 6-1. En cuartos de final se enfrentó a su compatriota, Andréi Rubliov, verdugo de Federer en la ronda anterior, a quien venció con suma facilidad por 6-3 y 6-2. En semifinales se enfrentó al campeón defensor y número 1 del mundo, Novak Djokovic, a quien venció por segunda vez consecutiva por 3-6, 6-3 y 6-3 alcanzando segunda final de Masters 1000 consecutiva. En la final venció al belga David Goffin por un estrecho 7-6(3) y 6-4 para conquistar su primer título en Masters 1000, ascendiendo hasta el quinto puesto la semana siguiente y llegando con muy buenas sensaciones al último Grand Slam del año.
Llegó al US Open como el número 5 del mundo y uno de los principales contendientes para poner fin a la racha dominante de Novak Djokovic, Rafael Nadal y Roger Federer en los torneos de Grand Slam (quienes habían ganado los últimos 11 entre los 3). En primera ronda venció al hindú Prajnesh Gunneswaran por un fácil 6-4, 6-1 y 6-2. En su partido de segunda ronda, Medvédev luchó contra los calambres para derrotar al boliviano Hugo Dellien en cuatro sets por 6-3, 7-5, 5-7, 6-3. En tercera ronda volvió a sufrir para vencer al español Feliciano López por 7-6(1), 4-6, 7-6(7), 6-4 en un partido polémico en el cual Medvédev fue multado con $ 5000 dólares por conducta antideportiva y $ 4000 dólares más por una "peineta" al público neoyorquino que no paró de abuchearlo durante el tramo final del partido (tras esto dijo en la conferencia que sus abucheos le daban energía para seguir jugando). Volviendo a lo deportivo, alcanzó la segunda semana en Grand Slam por segunda vez después del Abierto de Australia 2019. En octavos de final vence a la sorpresa del torneo, el alemán proveniente de la fase de clasificación Dominik Koepfer, por 3-6, 6-3, 6-2 y 7-6(2). En su primer cuartos de final en un Major se enfrenta al suizo Stan Wawrinka, ganador del US Open en 2016, a quien vence en cuatro mangas por 7-6(6), 6-3, 3-6 y 6-1 en 2 horas y 34 minutos así se convirtió en el primer ruso en alcanzar las semifinales de un Grand Slam desde Mijaíl Yuzhny en el US Open 2010 (Youzhny también derrotó a Wawrinka en los cuartos de final). Además, la victoria le valió a Medvédev un lugar en las ATP Finals 2019, convirtiéndose en el primer tenista ruso en clasificarse para la Copa de Maestros como jugador no alternativo desde 2009, cuando Nikolái Davydenko ganó el título. En un boleto por la final, se enfrentó al búlgaro y ex n.º 3 del mundo, Grigor Dimitrov, verdugo de Roger Federer en la ronda anterior, a quien venció con algo de comodidad por 7-6(5), 6-4 y 6-3 en 2 horas y 38 minutos. En su primera final de Grand Slam (a la cual llegó con una marca de 20-2 durante la gira americana), se enfrentó al número 2 del mundo y tres veces campeón del torneo, Rafael Nadal, contra quien perdió en una batalla de tintes épicos y apoteósicos en cinco sets por 5-7, 3-6, 7-5, 6-4 y 4-6 en 4 horas 53 minutos, a pesar de haber tenido 3 puntos de quiebre con 1-0 en el quinto set, tras haber igualado una desventaja de 2 sets, a solo 4 minutos de la final más larga en el US Open, entre Mats Wilander e Ivan Lendl en 1988. Tras este espectacular torneo, Medvédev subió un puesto en el ranking situándose en el cuarto lugar.
Tras una semana de descanso después de semejante batalla con Nadal, siguió con su éxito en la gira norteamericana con el ATP 250 de San Petersburgo en su natal Rusia como primer cabeza de serie y máximo favorito. Empezó en segunda ronda venciendo a Evgeny Donskoy por 7-5 y 6-3, en cuartos de final a su compatriota Andréi Rubliov por 6-4, 7-5 y en semifinales al bielorruso Yegor Guerásimov con un estrecho doble 7-5 para acceder a su quinta final consecutiva. En la final venció a Borna Ćorić por un claro 6-3 y 6-1 convirtiéndose en el primer tenista local en ganar el Torneo de San Petersburgo en 15 años.
En la segunda semana de octubre empezó su Gira Asiática con el Masters de Shanghái como tercer cabeza de serie. En segunda ronda venció a Cameron Norrie por un claro 6-3, 6-1, en tercera ronda venció al canadiense Vasek Pospisil en un partido más difícil por 7-6(5) y 7-5. En los cuartos de final se deshizo del talentoso italiano Fabio Fognini por 6-3, 7-6(4). En semifinales venció por quinta vez consecutiva en igual cantidad de enfrentamientos a Stefanos Tsitsipas por 7-6(5) y 7-5. Y en la final doblegó al alemán Alexander Zverev por 6-4 y 6-1 (a quien venció por primera vez en cinco enfrentamientos) ganado el segundo Masters 1000 consecutivo de su carrera y en general, además en sets corridos. Al llegar a la final, Medvédev se convirtió en el jugador número 13 nacido desde 1990 en alcanzar tres finales consecutivas de Masters 1000 y el séptimo jugador masculino desde 2000 en alcanzar nueve o más finales de torneos ATP en una temporada. Y también logró una friolera marca de 29–3 entre agosto a octubre con 3 títulos y 3 finales bajo el brazo.
Su racha terminó en la segunda ronda del Masters de París contra Jérémy Chardy a pesar de ganar el primer set perdiendo por 6-4, 2-6 y 4-6 poniendo fin a 6 finales seguidas y 9 triunfos consecutivos. Terminó su temporada con el ATP Finals quedando situado en el Grupo Andre Agassi con el español Rafael Nadal, el griego Stefanos Tsitsipas y el alemán Alexander Zverev. En su primer duelo perdió contra el futuro campeón Tsitsipas por 7-6(5) y 6-4 (sufriendo su primera derrota contra Stefanos), luego en el segundo partido perdió con Nadal por 7-6(3), 3-6, 6-7(4) a pesar de haber ido 5-1 y punto de partido a favor, y finalizó su participación con una derrota contra Zverev por 4-6, 6-7(4) terminando con 0 victorias y 3 derrotas. Termina la temporada en el puesto número 5

### 2020: 3°M1000 y campeón de las ATP Finals
Comenzó su temporada en la reciente creada ATP CUP, donde lograría llegar a las semifinales con su país Rusia, cayendo frente a Serbia. Dannil vencería a todos sus rivales, salvo frente a Novak Djokovic con quien caería por  6-1, 5-7 y 6-4.
Luego llegaría al Australian Open como n.°4 del mundo y un candidato al título. Comenzaría en 1R venciendo a Frances Tiafoe por 6-3, 4-6, 6-4 y 6-2, después vencería a Pedro Martínez 7-5, 6-1 y 6-3 y en 3R al local A.Popyrin por 6-4, 6-3 y 6-2, pero sería sorprendido por el campeón de este torneo en 2014, S.Wawrinka (15°) en la 4R, por 2-6, 6-2, 6-4, 6-7(2) y 4-6 igualando lo hecho el año anterior.
Luego tendría dos decepciones en los torneos de Róterdam y Marsella, cayendo en el primero en 1R por V.Pospisil 4-6 y 3-6 y en CF por G.Simon en 4-6 y 0-6.
Después vendría la pandemia de COVID-19 por lo que no se disputaron torneo durante varios meses y el ranking ATP quedaria congelado.
Los torneos ATP regresarían en agosto en el M1000 de Cincinnati donde el ruso caería en CF contra Bautista Agut por 6-1, 3-6 y 4-6.
Dannil empezaría el US OPEN como tercer preclasificado. En 1R venció a Federico Delbonis por 6-1, 6-2 y 6-4, en 2R a C.O'Connell por 6-3, 6-2 y 6-4 y en 3R y 4R a los locales J.Wolf por 6-3, 6-3 y 6-2 y a Frances Tiafoe 6-4, 6-1 y 6-0. En los CF venció a su compatriota A.Rubliov en un cerrado partido por 7-6(6), 6-3 y 7-6(5) llegando a semifinales sin ceder sets. Sin embargo, caería frente al que sería el posterior campeón, Dominic Thiem (2°) por 2-6, 6-7(7) y 6-7 (5).
En la gira de tierra batida, volvería a decepcionar perdiendo de entrada en el ATP 500 de Hamburgo con U.Humbert por 4-6 y 3-6 y en Roland Garros con M.Fucsovics por 4-6, 6-7(3), 6-2 y 1-6.
Empezó su gira bajo techo en su natal St.Petersburg perdiendo en 2R con R.Opelka por 6-2, 5-7 y 4-6 y en Viena perdería en CF frente a Kevin Anderson por 4-6 y 6-7 (4).
Disputó el M1000 de París donde se coronaría como campeón. En 2R su rival, Kevin Anderson se retiró del partido cuando iban 6-6. En 3R venció a Alex De Minaur por 5-7, 6-2 y 6-2, en CF al argentino Diego Schwartzman por 6-3 y 6-1 y en las semis a Milos Raonic por 6-4 y 7-6 (4). En la final, venció al alemán Alexander Zverev (7°) por 5-7, 6-4 y 6-1 para conquistar su 3° M1000 en su carrera.
Disputó las ATP Finals, que se jugarían por último año en Londres, donde lograría ser campeón invicto y mostrando un gran tenis. En el round robin, vencería sin ceder sets a A.Zverev (7°) por 6-3 y 6-4, a N.Djokovic(1°) por 6-3 y 6-3 y a D.Schwartzman(8°) por 6-3 y 6-3. En las semifinales venció a Rafael Nadal (2°) por 3-6, 7-6(3) y 6-3 y en la gran final, tomo revancha del US Open y le ganó a Dominic Thiem (3°) por 4-6, 7-6(2) y 6-4 logrando hasta ese entonces el torneo más importante de su carrera.
Terminó el 2020 con una marca de 28-10 y un prize money de $3.607.679 y dos títulos más en su haber.

### 2021: Primer Grand Slam, Copa Davis, Copa ATP y número 2 del mundo
Comenzó su año disputando la segunda edición de la Copa ATP, en la que Rusia compartió grupo con Argentina y Japón. En la primera serie, Rusia venció 2-1 a Argentina, con triunfo de Medvédev sobre D.Schwartzman por 7-5 y 6-3. En el segundo partido, le ganó a K.Nishikori por 6-2 y 6-4 y Rusia logra el triunfo por 2-1 y consiguen el primer puesto para pasar a semifinales. En esta instancia, enfrentaron a Alemania, donde el ruso venció nuevamente a Alexander Zverev por 3-6, 6-3 y 7-5 y donde Rusia ganó la serie por 2-1. En la final, enfrentaron a Italia, donde en el primer turno, Rubliov venció a Fognini, y finalmente Medvédev le ganó a M.Berrettini por 6-4 y 6-2 para ganar por primera vez la competición.
Empezaba el Australian Open como n.° 4 del mundo. En la 1R, le gana a V.Pospisil por 6-2, 6-2 y 6-4. Luego en 2R, vence sin problemas a Carballes Baena por 6-2, 7-5 y 6-1. En la tercera ronda, gana en 5 sets a F.Krajinovic por 6-3, 6-3, 4-6, 3-6 y 6-0. En su siguiente partido, vence con categoría a M.McDonald por 6-4, 6-2 y 6-3. Ya en cuartos de final, vence a su compatriota A.Rubliov (8°) por 7-5, 6-3 y 6-2 y en la semis, a S.Tsitsipas por 6-4, 6-2 y 7-5. En la final, enfrenta a Novak Djokovic (1.º), y luego de un primer set peleado, termina cediendo en tres mangas cayendo finalmente por 7-5, 6-2 y 6-2. Luego del torneo sube un puesto más en el ranking siendo tercero
Empieza su gira europea en el ATP 500 de Róterdam como primer preclasificado, pero pierde en primera ronda frente a D.Lajovic por 6-7(4) y 4-6. Luego en la siguiente semana, disputa el ATP 250 de Marsella donde empieza ganando a E.Gerasimov por 6-2, 6-4, en la siguiente ronda al joven J.Sinner por idéntico resultado, en las semifinales vence a M.Ebden por 6-4 y 3-0 con el retiro de su oponente y en la final derrota al local P.Herbert por 6-4, 6-7(4) y 6-4 para lograr un nuevo título y conseguir el mejor ranking de su carrera como 2° del mundo.
En el M1000 de Miami, que disputa como 1°precasificado tras la baja de Djokovic, empieza con triunfo sobre Y. Lu por 6-2 y 6-2. En 3R, sufre para ganarle al australiano A.Popyrin por 7-6(3), 6-7(7) y 6-4 y luego en un partido más fácil gana a F.Tiafoe por 6-4 y 6-3. Su torneo finaliza en cuartos, ya que cae contra Bautista Agut por 4-6 y 2-6.
Comienza su gira de arcilla, nuevamente sin obtener grandes resultados, ya que en el M1000 de Madrid cae en tercera ronda con C.Garin por 4-6, 7-6(2) y 1-6, y en Roma cae en su primer partido con A.Karasev por 4-6 y 2-6.
Llega a Roland Garros como n°2 del mundo y sin grandes resultados en la gira, pero lograría hacer su mejor actuación en el grand slam parisino. Comienza el torneo ganando a A.Bublik por 6-3, 6-3 y 7-5. En 2R, vence a Tommy Paul por 3-6, 6-1, 6-4 y 6-3, en 3R al sacador R.Opelka por 6-4, 6-2 y 6-4 y en la 4R toma revancha contra el chileno C.Garin y lo derrota por 6-2, 6-1 y 7-5. Finalmente cae en CF contra el posterior finalista, S.Tsitsipas por 3-6, 6-7(3) y 5-7.
Para la gira de hierba, comienza su preparación a Wimbledon con el ATP 500 de Halle, donde pierde de entrada contra el local J.Struff por 6-7(6) y 4-6. Luego disputa el reciente torneo creado de Mallorca de categoría 250, donde eleva su nivel y vence a C.Moutet, C.Ruud, Carreño Busta y en la final al estadounidense S.Querrey por 6-4 y 6-2 para ganar su primer título en esta superficie y el segundo del año. 
Disputa Wimbledon como n°2 del mundo. Gana en el debut frente a J.Struff por 6-4, 6-1, 6-7(3) y 6-4 para tomar revancha de lo sucedido en Halle. En 2R vence a la joven promesa Carlos Alcaraz por 6-4, 6-1 y 6-2 y en 3R, al exfinalista del torneo en 2017, M.Cilic en 5 sets, donde tuvo que remontar ya que empezó perdiendo los primeros dos sets, con un resultado final de 6-7(3), 3-6, 6-3, 6-3 y 6-2. Cae en la cuarta ronda con el polaco H.Hurkacz en 5 sets por 6-2, 6-7(2), 6-3, 3-6 y 3-6 donde consigue su mejor resultado hasta el momento en el grand slam londinense.
Luego de un mes, disputa por primera vez los JJOO, que se hacen en Japón, donde llega a CF, tras vencer a Bublik, Nagal y Fognini para luego caer contra Carreño Busta por 2-6 y 6-7(5) quedándose sin chances de medalla.
Empieza la gira del Us Open Series en el M1000 de Toronto, donde vence a A.Bublik, J.Duckworth en 3 sets, a H.Hurkacz también en 3 sets, al veterano J.Isner y en la final a R.Opelka por 6-4 y 6-3 para ganar su cuarto M1000 y afianzarse como candidato al US Open. Disputa a la semana siguiente el M1000 de Cincinnati donde llega a semifinales donde cae contra A.Rubliov (7) por 6-2, 3-6 y 3-6 que lo vence después de varios partidos.
Llegó al Us Open como 2° del mundo y grandes chances de ganar su primer Grand Slam. Comienza de forma sólida venciendo a R.Gasquet por 6-4, 6-3 y 6-1, a D.Koepfer por 6-4, 6-1 y 6-2, a P.Andujar por 6-0, 6-4 y 6-3, a D.Evans por 6-4, 6-3 y 6-4 para llegar a CF sin ceder sets. En esta instancia, vence a un sorprendente B.Van de Zandschulp 6-3, 6-0, 4-6 y 7-5. En las semis vence sin problemas a F.Auger-Aliassime por 6-4, 7-5 y 6-2 para llegar a una nueva final de Grand Slam. En la final, consigue vencer al n°1, Novak Djokovic por un triple 6-4 para ganar su primer grand slam en su carrera y evitar que Djokovic consiga los 4 grand slam de la temporada.
Disputa la Laver Cup en el Team Europe, donde nuevamente ganarían, con el ruso ganando su partido a D.Shapovalov por 6-4 y 6-0.
En el mes de octubre disputa el M1000 de Indian Wells que fue movido a estas fechas debido a la pandemia. Llega a 4R donde cae contra el búlgaro G.Dimitrov por 6-4, 4-6 y 3-6
Finalmente disputa el último M1000 del año en París donde llega como campeón defensor. Llega a la final venciendo a I.Ivashka por 7-5 y 6-4, a S.Korda por 4-6, 6-1 y 6-3, al local H.Gastón por 7-6(7) y 6-4, al alemán A.Zverev (4) por doble 6-2 y finalmente pierde frente a N.Djokovic (1) por 4-6, 6-3 y 6-3.
Cierra su temporada ATP, en las ATP Finals disputadas por primera vez en Turín. Gana su grupo venciendo a H.Hurkacz (8) por 6-7(5), 6-3 y 6-4, a A.Zverev(3) por 6-3, 6-7(3) y 7-6(6) y al local J.Sinner (11) por 6-0, 6-7(5) y 7-6(8). En las semifinales derrota a C.Ruud por 6-4 y 6-2 para llegar nuevamente a la final siendo derrotado por A.Zverev por doble 6-4 para quedarse cerca del bicampeonato.
Termina su año, disputando la Copa Davis, donde consigue ganar la copa luego de 15 años, ya que el último triunfo ruso fue en 2006. Medvédev consigue ganar todos sus partidos y derrota en la final a M.Cilic por 7-6(7) y 6-2 para que Rusia derrote a Croacia y gane una nueva Copa Davis.
El ruso termina su año como n°2 del mundo, 4 títulos y un prize money de $7.466.287, para consolidarse como uno de los mejores tenistas del mundo.

### 2022: Finalista de Australia, Número 1 del mundo e irregularidad
El ruso comenzaba el año disputando la tercera edición de la Copa ATP, disputando su primer partido contra el francés U Humbert, perdiendo por 7-6(5), 5-7 y 6-7(2). Luego se repone y vence al australiano Alex De Minaur por 6-4 y 6-2 y también al italiano Matteo Berrettini por 6-2, 6-7(5) y 6-4 para avanzar a semifinales. En esta instancia, pese a derrotar a Felix Auger-Aliassimme por 6-4 y 6-0, caerían por 1-2 frente a Canadá por lo que no podrían repetir el título.
Así, empieza el Australian Open como n°2 del mundo y con grandes chances de llegar al n.°1. En primera ronda, derrota al suizo H.Laaksonen por 6-4, 6-1 y 7-6(3). En segunda ronda, vence al local Nick Kyrgios por 7-6(1), 6-4, 4-6 y 6-2 en un gran partido de ambos. Luego en tercera ronda, derrota con más facilidad al neerlandés B.Van de Zandschulp por 6-4, 6-4 y 6-2. En la 4R, derrota al estadounidense M.Cressy por 6-2, 7-6(4), 6-7(4) y 7-5. Ya en cuartos de final, tiene un partido más que complicado, frente a Auger-Aliasimme a quien derrota por 6-7(4), 3-6, 7-6(2), 7-5 y 6-4 tras 4h 42m, salvar un punto de partido y remontar nuevamente 2 sets de desventaja. En las semifinales, vence a Stefanos Tsitsipas (4°) por 7-6(5), 4-6, 6-4 y 6-1 para avanzar a nueva final en el primer Grand Slam del año. En la instancia final, se enfrenta a la leyenda Rafael Nadal (6°), quien regresaba de una lesión, y a pesar de ponerse en ventaja ganando los primeros 2 sets, y tener triple break point en un 2-3 0-40, Rafa logra hacer una de las mejores remontadas de su carrera, derrotándolo por 2-6, 6-7(5), 6-4, 6-4 y 7-5 luego de 5h 24m, para privar al ruso de su segundo título de Grand Slam y primero en Australia.
Luego de esta dura derrota, volvió a competir un mes después en el ATP 500 Acapulco. En primera ronda derrota Benoit Paire por 6-3 y 6-4, en la segunda ronda a Pablo Andújar por 6-1 y 6-2. En cuartos de final, le gana Y.Nishioka por 6-2 y 6-3 para avanzar a semifinales. En esta instancia, se vuelve a ver las caras con Rafael Nadal, quien lo vuelve a derrotar por doble 3-6, pero a pesar de la derrota, se convierte en el n°1 del mundo por primera vez en su carrera.
Disputa el M1000 de Indian Wells estrenando el primer lugar. Gana en segunda ronda a T.Machac por 6-3 y 6-2 pero queda eliminado en el siguiente partido por Gael Monfils por 6-4, 3-6 y 1-6, perdiendo también el n°1 del mundo.
Luego de esta decepción disputa el M1000 de Miami, ganando a Andy Murray por 6-4 y 6-2, a Pedro Martínez por 6-3 y 6-4, a Brooksby por 7-5 y 6-1, pero sería eliminado en CF por H.Hurkacz por 6-7(7) y 3-6, terminando una floja gira estadounidense.
Empieza su gira de arcilla en el ATP 250 de Ginebra, perdiendo de entrada contra Richard Gasquet por 2-6 y 6-7(5). Luego decide operarse de la hernia que lo venía molestando desde hace tiempo por lo que se perdió todos los M1000 de tierra batida y peligra su participación en Roland Garros.
Finalmente, se recupera a tiempo y compite en el segundo Grand Slam del año. Empieza ganando en el debut a Facundo Bagnis por triple 6-2. En segunda ronda, derrota a L. Djere por 6-3, 6-4 y 6-3. En tercera, vence a otro serbio, M. Kecmanovic por 6-2, 6-4 y 6-2, pero cae en cuarta ronda, contra Marin Čilić por 2-6, 3-6 y 2-6 pero aun así, deja buenas sensaciones a pesar de no competir en dos meses y en su superficie menos preferida.
Luego de esto, disputa la gira de césped, empezando en 's.Hertogenbosch, ganando a Gilles Simon por 7-5 y 6-4, al bielorruso I. Ivanska por 7-6(8) y 6-4, y en semis a Adrian Mannarino por doble 7-5. Sin embargo, sería sorprendido en la final por el local, T. Van Rijthoven por 1-6 y 4-6, privándolo de su segundo título en pasto, pero recuperando el n.°1 mundial.
A la siguiente semana, disputa el ATP 500 de Halle como favorito al título. Gana en primera ronda a David Goffin por 6-3 y 6-3. En segunda ronda a I.Ivanska por 7-6(3) y 6-3, en cuartos a Bautista Agut por 6-2 y 6-4 y en las semis al local O.Otte por 7-6(3) y 6-3, pero pierde la final frente al polaco H.Hurkacz por 1-6 y 4-6, donde nuevamente no consigue ganar su primer título del año.
Cierra su gira en Mallorca como defensor del trofeo, ganando a A. Karasev por 4-6, 6-3 y 6-2, pero cayendo frente a Bautista Agut por 3-6 y 2-6, no pudiendo defender el título.
No pudo disputar esta edición de Wimbledon, debido a la guerra Rusia-Ucrania, donde la organización del torneo decidió vetar a todos los rusos y bielorrusos, por lo que no pudo participar. En consecuencia, la ATP decidió no dar puntos ATP en esta edición por lo que Daniil mantendría el primer lugar por un tiempo más, alejándolo de Novak Djokovic.
Pasado un mes, disputa el ATP 250 de Los Cabos como n.°1. Comienza ganando a R.Hijikata por 6-4 y 6-3, a R.Berankis por doble 6-2, a M. Kecmanovic por 7-6 y 6-1 y en la final derrota a Cameron Norrie, por 7-5 y 6-0 para ganar el primer título del año y además sin ceder sets.
Luego disputa el M1000 de Montreal como campeón defensor, pero cae a las primeras de cambio frente a Nick Kyrgios por 7-6(2), 4-6 y 2-6, perdiendo muchos puntos y poniendo en riesgo el primer lugar. A la siguiente semana, juega el M1000 de Cincinnati. Comienza ganando a B.Van de Zandschulp por 6-4 y 7-5, en tercera ronda, a Denis Shapovalov por doble 7-5, en cuartos de final, a Taylor Fritz por 7-6(1) y 6-2, cayendo en semifinales contra Stefanos Tsitsipas por 6-7(6), 6-3 y 3-6, igualando lo hecho el año pasado.
Juega el último Grand Slam del año, el Us Open, con la necesidad de hacer un buen torneo debido a que tanto Rafael Nadal, Casper Ruud y Carlos Alcaraz tenían chances de alcanzarlo. Comienza en primera ronda venciendo a S.Koslov por 6-2, 6-4 y 6-0. En segunda ronda vence al francés, A.Rinderknech por 6-2, 7-5 y 6-3. En tercera ronda, le gana Y.Wu por 6-4 y doble 6-2, pero su torneo termina en cuarta ronda, perdiendo nuevamente frente al australiano Nick Kyrgios, por 6-7(11), 6-3, 3-6 y 2-6, cediendo el n.°1 a Carlos Alcaraz que ganó el torneo y cayendo hasta el n.°4 del ranking.
Luego de unas semanas, disputó el ATP 250 de Metz, como primer preclasificado, pero siguió su mal momento y perdió rápidamente contra Stan Wawrinka por 4-6, 7-6(7) y 3-6. Pasada una semana, jugó el ATP 500 de Astana, donde ganó en 1R a Ramos Viñolas por 6-1 y 6-3, a Ruusuvuori por 6-3 y 6-2, en CF, a Bautista Agut por doble 6-1, pero en las semis frente a Novak Djokovic se retiró por lesión de una forma extraña, ya que lo hizo apenas finalizaba el segundo set tras ir 6-4, 6-7(6) y habiendo tenido punto de partido a favor.
Volvió a competir en el ATP 500 de Viena, donde comenzó ganando al georgiano Basilashvili por doble 6-2. En segunda ronda, le ganó al local Dominic Thiem por doble 6-3. En los cuartos, a Jannick Sinner por 6-4 y 6-2. En semifinales a Grigor Dimitrov por 6-4 y 6-2, y en la final, derrota a Denis Shapovalov por 4-6, 6-3 y 6-2, para ganar su segundo trofeo del año y recuperar sensaciones positivas luego de algunos malos resultados.
Sin embargo, en el M1000 de París caería en el primer partido frente a Alex De Miñaur por 4-6, 6-2 y 5-7, y cerraría su año disputando las ATP Finals, siendo derrotado por A. Rubliov por 7-6(7), 3-6 y 6-7(7), S. Tsitsipas por 3-6, 7-6(11), 6-7(1) y por N. Djokovic por 3-6, 7-6(5), 6-7(2), terminando en último lugar de su grupo.
Medvédev termina su año con 2 títulos, un récord de 45-19, un prize money de $4.146.311 y terminando en el puesto n.° 7, bajando cinco puestos respecto a principios de año.

### 2023: 5° y 6° M1000, primer título en tierra batida, 5 títulos en la temporada y nueva final de Us Open
Medvédev comienza el año como n°7 del mundo. Su primer torneo de cara al Australian Open, es el ATP 250 de Adelaida I. Gana el primer partido a Sonego por 7-6(6) y 2-1 con el retiro de su oponente. En 3R, vence a M. Kecmanovic por 6-0 y 6-3, y en cuartos a Karen Khachanov por doble 6-3. Sin embargo, su camino termina en las semis, siendo derrotado por Novak Djokovic por 3-6 y 4-6.
Debuta en el Australian Open como n.° 8 del mundo, ganando a Marcos Giron por 6-0, 6-1 y 6-2. En segunda ronda, a John Millman por 7-5 y doble 6-2, pero es sorprendido en tercera ronda, cayendo frente a Sebastian Korda por 6-7(7), 3-6 y 6-7(4) lo que hace que caiga hasta el puesto n°11, saliendo del top 10 después de 3 años y medio.
Luego de este duro traspié, regresa a competir en ATP 500 de Róterdam. En 1R, derrota a Davidovich Fokina por 4-6, 6-2 y 6-2. En 2R, a B.Van de Zandschulp por doble 6-2. En los cuartos, a F. Auger-Aliassime por 6-2 y 6-4. En semis, a Grigor Dimitrov por 6-1 y 6-2 para acceder a una nueva final. En la final, consigue derrotar a J. Sinner por 5-7, 6-2 y 6-2 para conquistar el primer título del año y volver a la lista de los diez primeros, en la posición n.° 8.
Compite por segunda semana consecutiva en el ATP 250 de Doha. En 2R, gana al británico L. Broady por 6-3 y 6-4. En CF, derrota a C.O´Connell por 6-2, 4-6 y 7-5. En las semis, gana nuevamente a F. Auger-Aliassime por 6-4 y 7-6(7). En una nueva final, derrota al veterano Andy Murray por doble 6-4 para ganar su segundo título y de forma consecutiva.
Después de estos dos títulos, decide competir por tercera semana consecutiva, esta vez en el ATP 500 de Dubái. En 1R, le gana a M.Arnaldi por 6-4 y 6-2. En 2R, a A.Bublik por idéntico resultado. En cuartos, a B.Coric por 6-3 y 6-2. En las semis, al n.° 1, Novak Djokovic por doble 6-4 para llegar a su tercera final seguida. En la gran final, derrota a su compatriota, A.Rubliov por doble 6-2, para ganar el tercer título del año sin ceder sets, y además de tener una racha de 14 victorias consecutivas, que lo llevan al sexto lugar del Ranking ATP.
Llega el primer M1000 del año, en Indian Wells como uno de los favoritos debido a su racha. Debuta en 2R, ganando a B.Nakashima por 6-4 y 6-3. En 3R, le gana a I.Ivashka por 6-2, 3-6 y 6-1. En cuarta ronda, derrota en una gran partido a Alexander Zverev por 6-7(5), 7-6(5) y 7-5. En cuartos de final, le gana al español Davidovich Fokina por 6-3 y 7-5. En las semifinales, vence al local Frances Tiafoe por 7-5 y 7-6(4) para llegar a su cuarta final seguida y extender su racha a 19 victorias. Su racha llegó a su fin, cuando fue derrotado en la final, por el n.° 2 del mundo, Carlos Alcaraz por 3-6 y 2-6. Luego de esto, compite en el M1000 de Miami. Empieza en segunda ronda, ganando a Carballes Baena por 6-1 y 6-2. En 3R, A. Molcan le da el WO, por lo que pasa directamente a cuarta ronda. Aquí derrota al francés Q. Halys por 6-4 y 6-2. En cuartos, derrota a C. Eubanks por 6-3 y 7-5. En las semis, vence en un gran partido a su compatriota, Karén Jachánov por 7-6(5), 3-6 y 6-3 para llegar a su quinta final seguida. En la gran definición, vence al italiano J.Sinner por 7-5 y 6-3, siendo superior en todo momento, para ganar el cuarto título del año, quinto M1000 y volver al top 5.

### 2024: finalista del Abierto de Australia y semifinalista de Wimbledon
Empieza la nueva temporada siendo finalista del Abierto de Australia. En los primeros partidos se enfrenta a Emil Ruusuvuori (6-3, 7-6, 4-6, 6-7, 0-6), a Félix Auger-Aliassime (3-6, 4-6, 3-6) y a Nuno Borges (3-6, 6-7, 7-5, 1-6). En cuartos de final vence a Hubert Hurkacz (6-7, 6-2, 3-6, 7-5, 4-6) y en la semifinal Alexander Zverev (5-7, 3-6, 7-6, 7-6, 6-3). En la final se enfrenta al italiano Jannik Sinner perdiendo con un resultado de 3-6, 3-6, 6-4, 6-4, 6-3.
Es semifinalista del Torneo de Dubái perdiendo contra Ugo Humbert (5-7, 3-6) tras ganar las rondas previas a Aleksandr Shevchenko, Lorenzo Sonego y Alejandro Davidovich Fokina. 
En el Masters de Indian Wells consigue llegar a la final donde pierde 6-7, 1-6 contra Carlos Alcaraz. En las rondas previas gana a Roberto Carballés (6-2, 6-3), Sebastian Korda (6-4, 5-7, 6-3), Grigor Dimitrov (6-4, 6-4), Holger Rune (7-5, 6-4) y Tommy Paul (6-1, 6-7, 2-6). 
En el Masters de Miami alcanza la semifinal perdiendo este partido 1-6, 2-6 contra Jannik Sinner tras ganar los partidos previos a Márton Fucsovics (4-6, 2-6), Cameron Norrie (5-7, 1-6), Dominik Koepfer (6-7, 0-6) y Nicolás Jarry (2-6, 6-7). 
En el Masters de Montecarlo pierde en octavos de final 6-3, 7-5 contra su compatriota Karén Jachánov. En el Masters de Madrid vence en primeras rondas a Matteo Arnaldi (2-6, 6-4, 6-4) y a Sebastian Korda (5-7, 7-6, 6-3). En octavos de final gana a Aleksandr Búblik (7-6, 6-4) y en su partido de cuartos de final se retira por lesión ante Jiří Lehečka cuando el marcador estaba 4-6 favorable al checo. 
En el Masters de Roma gana las dos primeras rondas a Jack Draper (5-7, 4-6) y a Hamad Medjedovic (6-7, 6-2, 5-7). Pierde en octavos de final ante Tommy Paul (6-1, 6-4). 
En Roland Garros se enfrenta en primera ronda a Dominik Koepfer (3-6, 4-6, 7-5, 3-6) y en segunda ronda su oponente Miomir Kecmanović se retira lesionado. En tercera ronda vence a Tomáš Macháč (6-7, 5-7, 6-1, 4-6) y pierde en cuarta ronda ante Álex de Miñaur (4-6, 6-2, 6-1, 6-3). 
Ya en la temporada de hierba disputa el Torneo de Halle donde pierde en octavos de final contra Zhang Zhizhen (3-6, 6-2, 6-7). En Wimbledon es semifinalista perdiendo 7-6, 3-6, 4-6, 4-6 contra Carlos Alcaraz. En las ronda previas vence a Aleksandar Kovacevic (3-6, 4-6, 2-6), a Alexandre Müller (7-6, 6-7, 4-6, 5-7) y a Jan-Lennard Struff (1-6, 3-6, 6-4, 6-7). En octavos de final su oponte Grigor Dimitrov se retira con el marcador 3-5 a favor del ruso. En cuartos de final vence 7-6, 4-6, 6-7, 6-2, 3-6 a Jannik Sinner. 
Participa en los Juegos Olímpicos de París en tres modalidades: individuales, dobles masculinos junto a Roman Safiullin y en dobles mixtos junto a Mirra Andréyeva. En individuales gana sus dos primeros partidos contra el australiano Rinky Hijikata (2-6, 1-6) y el austríaco Sebastian Ofner (2-6, 2-6). Pierde en tercera ronda contra el canadiense Félix Auger-Aliassime (6-3, 7-6).
En dobles masculinos pierden en primera ronda 4-6, 4-6 contra los alemanes Kevin Krawietz y Tim Puetz. En dobles mixtos también pierden en primera ronda 6-3, 6-2 contra los italianos Sara Errani y Andrea Vavassori. 
En el Masters de Canadá pierde en primera ronda contra el español Alejandro Davidovich Fokina (4-6, 6-1, 2-6). En este mismo torneo en la categoría de dobles alcanza los cuartos de final junto a Roman Safiullin donde pierden 4-6, 4-6 contra Joe Salisbury y Rajeev Ram. En el Masters de Cincinnati vuelve a perder en primera ronda contra Jiří Lehečka (7-6, 6-4). 
En el Abierto de Estados Unidos vence en primera ronda a Dušan Lajović (3-6, 6-3, 3-6, 1-6), en segunda a Fábián Marozsán (3-6, 2-6, 6-7) y en tercera a Flavio Cobolli (3-6, 4-6, 3-6). En octavos de final gana a Nuno Borges (0-6, 1-6, 3-6) y pierde en cuartos de final contra Jannik Sinner (6-2, 1-6, 6-1, 6-4). 
Es convocado por  Björn Borg para disputar la Laver Cup en Berlín como componente del Equipo Europa junto a: Alexander ZverevCarlos Alcaraz, Casper Ruud, Grigor Dimitrov,  Stefanos Tsitsipas, Flavio Cobolli y Jan-Lennard Struff (los dos últimos como suplentes). Daniil juega dos partidos perdiendo ambos contra Frances Tiafoe (6-3, 4-6, 5-10) y Ben Shelton (7-6, 5-7, 7-10). El Equipo Europa termina ganando la competición.
En la gira asiática es semifinalista en el Torneo de Pekín perdiendo 5-7, 3-6 contra Carlos Alcaraz. En el Masters de Shanghái gana las dos primeras ronda a Thiago Seyboth Wild (5-7, 5-7) y a Matteo Arnaldi (7-5, 4-6, 4-6). En octavos de final vence a Stéfanos Tsitsipás (6-7, 3-6) y pierde en cuartos de final contra Jannik Sinner (6-1, 6-4). 
De vuelta en Europa pierde en primera ronda del Masters de París contra Alexei Popyrin (6-4, 2-6, 7-6). 
Se clasifica a las ATP Finals de Turín como cuarto jugador con mejor ranking. No logra pasar de la fase de grupos perdiendo su primer partido contra Taylor Fritz (4-6, 3-6), ganando el segundo contra Álex de Miñaur (6-2, 6-4) y perdiendo el tercer y último contra Jannik Sinner (6-3, 6-4). 

## Estilo de juego
Medvédev mide 1.98m y su estilo de juego es más bien de línea de fondo, donde destaca su revés a dos manos con el cual puede imprimir bastante topspin o puede golpear bastante plano, siendo este su mejor golpe, además de contar con un sólido servicio aprovechando su envergadura y motricidad ortodoxa en la preparación al saque con un promedio de velocidad de alrededor de 130 mph (209 km/h). También es de destacar su juego de piernas en el fondo de cancha y especialmente su fortaleza mental donde ha demostrado tener paciencia, trabajar punto por punto y gestionar efectivamente la presión, donde suele sacar puntos que parecen perdidos. De esta habilidad es donde nace su apodo "el Pulpo". Si bien aun tiene margen de mejora en lo que respecta su drive y juego en la red, el aspecto mental se mantiene como su más importante arma.
Algunos golpes para Medvédev han sido sus problemas relativos con la generación de juego ofensivo rápido desde la línea de base y la mitad de la cancha. Dado que carece de un arma para terminar puntos de manera efectiva, es susceptible a rallies (peloteos largos). Además, antes de la final del US Open 2019, fue criticado por su falta de juego en la mitad de la cancha y en la red; algo que mejoró considerablemente en esa final donde sirvió y voleó y aprovechó pelotas cortas en la mitad de la cancha de manera efectiva. Además de tener una gran fortaleza mental, y esto es muy bien reflejado en la pista de juego.
Uno de los mejores tenista de la actualidad, Novak Djokovic, describió a Medvédev como un jugador "muy completo", el ex n.º 3 del mundo Alexander Zverev lo describió en su momento "el mejor jugador del mundo en este momento", mientras que Stefanos Tsitsipas describió su forma de jugar como "muy aburrida".[cita requerida] Rafael Nadal, tras su victoria en el Open de Australia 2022 dijo que era un jugador "qué luchará por los torneos más importantes", además destacó su personalidad y carisma.

## Torneos de Grand Slam

### Individual

#### Ganados (1)
| Año  | Campeonato         | Oponente en la final | Resultado en final |
| 2021 | Abierto de EE. UU. | Novak Djokovic       | 6-4, 6-4, 6-4      |

#### Finalista (5)
| Año  | Campeonato           | Oponente en la final | Resultado en final         |
| 2019 | Abierto de EE. UU.   | Rafael Nadal         | 5-7, 3-6, 7-5, 6-4, 4-6    |
| 2021 | Abierto de Australia | Novak Djokovic       | 5-7, 2-6, 2-6              |
| 2022 | Abierto de Australia | Rafael Nadal         | 6-2, 7-6(5), 4-6, 4-6, 5-7 |
| 2023 | Abierto de EE. UU.   | Novak Djokovic       | 3-6, 6-7(5), 3-6           |
| 2024 | Abierto de Australia | Jannik Sinner        | 6-3, 6-3, 4-6, 4-6, 3-6    |

## ATP World Tour Finals

#### Títulos (1)
| Año  | Torneo  | Superficie | Ind/Outdoor | Oponente en la final | Resultado        |
| 2020 | Londres | Dura       | Indoor      | Dominic Thiem        | 4-6, 7-6(4), 6-4 |

#### Finalista (1)
| Año  | Torneo | Superficie | Ind/Outdoor | Oponente en la final | Resultado |
| 2021 | Turín  | Dura       | Indoor      | Alexander Zverev     | 4-6, 4-6  |

## ATP World Tour Masters 1000

### Títulos (6)
| Año  | Torneo     | Superficie    | Ind/Outdoor | Oponente en la final | Resultado     |
| 2019 | Cincinnati | Dura          | Outdoor     | David Goffin         | 7-6(3), 6-4   |
| 2019 | Shanghái   | Dura          | Outdoor     | Alexander Zverev     | 6-4, 6-1      |
| 2020 | París      | Dura          | Indoor      | Alexander Zverev     | 5-7, 6-4, 6-1 |
| 2021 | Toronto    | Dura          | Outdoor     | Reilly Opelka        | 6-4, 6-3      |
| 2023 | Miami      | Dura          | Outdoor     | Jannik Sinner        | 7-5, 6-3      |
| 2023 | Roma       | Tierra batida | Outdoor     | Holger Rune          | 7-5, 7-5      |

#### Finalista (4)
| Año  | Torneo       | Superficie | Ind/Outdoor | Oponente en la final | Resultado     |
| 2019 | Montreal     | Dura       | Outdoor     | Rafael Nadal         | 3-6, 0-6      |
| 2021 | París        | Dura       | Indoor      | Novak Djokovic       | 6-4, 3-6, 3-6 |
| 2023 | Indian Wells | Dura       | Outdoor     | Carlos Alcaraz       | 3-6, 2-6      |
| 2024 | Indian Wells | Dura       | Outdoor     | Carlos Alcaraz       | 6-7(5), 1-6   |

## Títulos ATP (20; 20+0)

### Individual (20)
| Leyenda                   |
| Grand Slam (1)            |
| ATP Finals (1)            |
| ATP Tour Masters 1000 (6) |
| ATP Tour 500 (4)          |
| ATP Tour 250 (8)          |

| Títulos por Superficie |
| Dura (18)              |
| Tierra batida (1)      |
| Hierba (1)             |
| Indoor (7)             |
| Outdoor (13)           |

| N.º | Fecha                    | Torneo                | Superficie    | Oponente en la final  | Resultado        |
| --- | ------------------------ | --------------------- | ------------- | --------------------- | ---------------- |
| 1.  | 13 de enero de 2018      | Sídney                | Dura          | Álex de Miñaur        | 1-6, 6-4, 7-5    |
| 2.  | 25 de agosto de 2018     | Winston-Salem         | Dura          | Steve Johnson         | 6-4, 6-4         |
| 3.  | 7 de octubre de 2018     | Tokio                 | Dura          | Kei Nishikori         | 6-2, 6-4         |
| 4.  | 10 de febrero de 2019    | Sofía                 | Dura (i)      | Márton Fucsovics      | 6-4, 6-3         |
| 5.  | 18 de agosto de 2019     | Cincinnati            | Dura          | David Goffin          | 7-6(3), 6-4      |
| 6.  | 22 de septiembre de 2019 | San Petersburgo       | Dura (i)      | Borna Ćorić           | 6-3, 6-1         |
| 7.  | 13 de octubre de 2019    | Shanghái              | Dura          | Alexander Zverev      | 6-4, 6-1         |
| 8.  | 8 de noviembre de 2020   | París                 | Dura (i)      | Alexander Zverev      | 5-7, 6-4, 6-1    |
| 9.  | 22 de noviembre de 2020  | ATP World Tour Finals | Dura (i)      | Dominic Thiem         | 4-6, 7-6(2), 6-4 |
| 10. | 14 de marzo de 2021      | Marsella              | Dura (i)      | Pierre-Hugues Herbert | 6-4, 6-7(4), 6-4 |
| 11. | 26 de junio de 2021      | Mallorca              | Hierba        | Sam Querrey           | 6-4, 6-2         |
| 12. | 15 de agosto de 2021     | Toronto               | Dura          | Reilly Opelka         | 6-4, 6-3         |
| 13. | 12 de septiembre de 2021 | Abierto de EE.UU.     | Dura          | Novak Djokovic        | 6-4, 6-4, 6-4    |
| 14. | 7 de agosto de 2022      | Los Cabos             | Dura          | Cameron Norrie        | 7-5, 6-0         |
| 15. | 30 de octubre de 2022    | Viena                 | Dura (i)      | Denis Shapovalov      | 4-6, 6-3, 6-2    |
| 16. | 19 de febrero de 2023    | Róterdam              | Dura (i)      | Jannik Sinner         | 5-7, 6-2, 6-2    |
| 17. | 25 de febrero de 2023    | Doha                  | Dura          | Andy Murray           | 6-4, 6-4         |
| 18. | 4 de marzo de 2023       | Dubái                 | Dura          | Andréi Rubliov        | 6-2, 6-2         |
| 19. | 2 de abril de 2023       | Miami                 | Dura          | Jannik Sinner         | 7-5, 6-3         |
| 20. | 21 de mayo de 2023       | Roma                  | Tierra batida | Holger Rune           | 7-5, 7-5         |

#### Finalista (19)
| N.º | Fecha                    | Torneo                | Superficie    | Oponente en la final | Resultado                  |
| --- | ------------------------ | --------------------- | ------------- | -------------------- | -------------------------- |
| 1.  | 8 de enero de 2017       | Chennai               | Dura          | Roberto Bautista     | 3-6, 4-6                   |
| 2.  | 6 de enero de 2019       | Brisbane              | Dura          | Kei Nishikori        | 4-6, 6-3, 2-6              |
| 3.  | 28 de abril de 2019      | Barcelona             | Tierra batida | Dominic Thiem        | 4-6, 0-6                   |
| 4.  | 4 de agosto de 2019      | Washington            | Dura          | Nick Kyrgios         | 6-7(6), 6-7(4)             |
| 5.  | 11 de agosto de 2019     | Montreal              | Dura          | Rafael Nadal         | 3-6, 0-6                   |
| 6.  | 8 de septiembre de 2019  | Abierto de EE.UU.     | Dura          | Rafael Nadal         | 5-7, 3-6, 7-5, 6-4, 4-6    |
| 7.  | 21 de febrero de 2021    | Abierto de Australia  | Dura          | Novak Djokovic       | 5-7, 2-6, 2-6              |
| 8.  | 7 de noviembre de 2021   | París                 | Dura (i)      | Novak Djokovic       | 6-4, 3-6, 3-6              |
| 9.  | 21 de noviembre de 2021  | ATP World Tour Finals | Dura (i)      | Alexander Zverev     | 4-6, 4-6                   |
| 10. | 30 de enero de 2022      | Abierto de Australia  | Dura          | Rafael Nadal         | 6-2, 7-6(5), 4-6, 4-6, 5-7 |
| 11. | 12 de junio de 2022      | 's-Hertogenbosch      | Hierba        | Tim van Rijthoven    | 4-6, 1-6                   |
| 12. | 19 de junio de 2022      | Halle                 | Hierba        | Hubert Hurkacz       | 1-6, 4-6                   |
| 13. | 19 de marzo de 2023      | Indian Wells          | Dura          | Carlos Alcaraz       | 3-6, 2-6                   |
| 14. | 10 de septiembre de 2023 | Abierto de EE.UU.     | Dura          | Novak Djokovic       | 3-6, 6-7(5), 3-6           |
| 15. | 4 de octubre de 2023     | Pekín                 | Dura          | Jannik Sinner        | 6-7(2), 6-7(2)             |
| 16. | 29 de octubre de 2023    | Viena                 | Dura (i)      | Jannik Sinner        | 6-7(7), 6-4, 3-6           |
| 17. | 28 de enero de 2024      | Abierto de Australia  | Dura          | Jannik Sinner        | 6-3, 6-3, 4-6, 4-6, 3-6    |
| 18. | 17 de marzo de 2024      | Indian Wells          | Dura          | Carlos Alcaraz       | 6-7(5), 1-6                |
| 19. | 22 de junio de 2025      | Halle                 | Hierba        | Aleksandr Búblik     | 3-6, 6-7(4)                |

## Clasificación histórica
| Torneos de Grand Slam   |                 |                 |                 |              |              |              |              |              |             |             |          |         |         |
| A. Australia            | A               | 1R              | 2R              | 4R           | 4R           | F            | F            | 3R           | F           | 2R          | 0 / 9    | 28-9    | 75%     |
| Roland Garros           | A               | 1R              | 1R              | 1R           | 1R           | CF           | 4R           | 1R           | 4R          |             | 0 / 8    | 10-8    | 50%     |
| Wimbledon               | Q3              | 2R              | 3R              | 3R           | ND           | 4R           | A            | SF           | SF          |             | 0 / 6    | 18-6    | 75%     |
| Abierto de EE.UU        | Q1              | 1R              | 3R              | F            | SF           | G            | 4R           | F            | CF          |             | 1 / 8    | 33-7    | 82%     |
| Total G-P               | 0-0             | 1-4             | 5-4             | 11-4         | 8-3          | 20-3         | 12-3         | 13-4         | 18-4        | 1-1         | 1 / 31   | 89-30   | 74%     |
| ATP Finals              |                 |                 |                 |              |              |              |              |              |             |             |          |         |         |
| ATP Finals              | No se clasificó | No se clasificó | No se clasificó | RR           | G            | F            | RR           | SF           | RR          |             | 1 / 6    | 12-11   | 52%     |
| Total G-P               |                 |                 |                 | 0-3          | 5-0          | 4-1          | 0-3          | 2-2          | 1-2         |             | 1 / 6    | 12-11   | 52%     |
| ATP Tour Masters 1000   |                 |                 |                 |              |              |              |              |              |             |             |          |         |         |
| Indian Wells            | A               | 1R              | 3R              | 3R           | ND           | 4R           | 3R           | F            | F           |             | 0 / 7    | 16-7    | 69%     |
| Miami                   | A               | A               | 2R              | 4R           | ND           | CF           | CF           | G            | SF          |             | 1 / 6    | 19-5    | 79%     |
| Montecarlo              | Q1              | 1R              | 2R              | SF           | ND           | A            | A            | CF           | 3R          |             | 0 / 6    | 8–5     | 61%     |
| Madrid                  | A               | A               | 1R              | 1R           | ND           | 3R           | A            | 4R           | CF          |             | 0 / 5    | 6–5     | 54%     |
| Roma                    | A               | A               | 1R              | 1R           | A            | 2R           | A            | G            | 4R          |             | 1 / 5    | 8–4     | 66%     |
| Canadá                  | A               | 1R              | 3R              | F            | ND           | G            | 2R           | CF           | 2R          |             | 1 / 7    | 13–6    | 68%     |
| Cincinnati              | A               | 1R              | 1R              | G            | CF           | SF           | SF           | 3R           | 2R          |             | 1 / 8    | 15–7    | 68%     |
| Shanghái                | A               | 1R              | 2R              | G            | No disputado | No disputado | No disputado | 3R           | CF          |             | 1 / 5    | 10–4    | 71%     |
| París                   | A               | Q1              | 2R              | 2R           | G            | F            | 2R           | 2R           | 2R          |             | 1 / 8    | 10–6    | 62%     |
| Total G-P               | 0-0             | 0-5             | 8-9             | 22-7         | 7-1          | 18-6         | 7-5          | 23-7         | 18-9        |             | 6 / 53   | 103-49  | 67%     |
| Torneos ATP 500         |                 |                 |                 |              |              |              |              |              |             |             |          |         |         |
| Róterdam                | A               | A               | CF              | SF           | 1R           | 1R           | A            | G            | A           | 2R          | 1 / 6    | 11-5    | 68%     |
| Acapulco                | A               | A               | A               | A            | A            | A            | SF           | A            | A           |             | 0 / 1    | 3-1     | 75%     |
| Dubái                   | A               | 2R              | A               | 1R           | A            | A            | A            | G            | SF          |             | 1 / 4    | 9-3     | 75%     |
| Barcelona               | A               | A               | A               | F            | ND           | A            | A            | A            | A           |             | 0 / 1    | 4-1     | 80%     |
| Queen's Club            | A               | CF              | 2R              | SF           | ND           | A            | A            | A            | A           |             | 0 / 3    | 6-3     | 67%     |
| Halle                   | A               | A               | A               | A            | ND           | 1R           | F            | CF           | 2R          |             | 0 / 4    | 7-4     | 63%     |
| Hamburgo                | 2R              | A               | A               | A            | 1R           | A            | A            | A            | A           |             | 0 / 2    | 1-2     | 33%     |
| Washington              | A               | CF              | 2R              | F            | ND           | A            | A            | A            | A           |             | 0 / 3    | 8-3     | 73%     |
| Astaná                  | Inexistente     | Inexistente     | Inexistente     | Inexistente  | ATP 250      | ATP 250      | SF           | ATP 250      | ATP 250     | ATP 250     | 0 / 1    | 3-1     | 75%     |
| Pekín                   | A               | A               | A               | A            | No disputado | No disputado | No disputado | F            | SF          |             | 0 / 2    | 7-2     | 77%     |
| Tokio                   | A               | 1R              | G               | A            | ND           | ND           | A            | A            | A           |             | 1 / 2    | 5-1     | 83%     |
| Basilea                 | A               | A               | SF              | A            | ND           | ND           | A            | A            | A           |             | 0 / 1    | 3-1     | 75%     |
| Viena                   | A               | A               | A               | A            | CF           | A            | G            | F            | A           |             | 1 / 3    | 11-2    | 84%     |
| Total G-P               | 1-1             | 6-4             | 12-4            | 14-5         | 2-3          | 0-2          | 15-3         | 20-3         | 7-3         | 1-1         | 4 / 32   | 78-29   | 72%     |
| Representación nacional |                 |                 |                 |              |              |              |              |              |             |             |          |         |         |
| Juegos Olímpicos        | NSC             | No disputado    | No disputado    | No disputado | No disputado | CF           | No disputado | No disputado | 3R          | ND          | 0 / 2    | 5-2     | 71%     |
| Copa Davis              | A               | 1R              | Z1              | A            | A            | G            | A            | A            | A           |             | 1 / 2    | 8-2     | 80%     |
| Copa ATP                | Inexistente     | Inexistente     | Inexistente     | Inexistente  | SF           | G            | SF           | Inexistente  | Inexistente | Inexistente | 1 / 3    | 11-2    | 85%     |
| Total G-P               | 0-0             | 0-1             | 2-1             | 1-0          | 4-1          | 12-1         | 3-1          | 0-0          | 2-1         |             | 2 / 7    | 24-6    | 80%     |
| Estadísticas            |                 |                 |                 |              |              |              |              |              |             |             |          |         |         |
|                         | 2016            | 2017            | 2018            | 2019         | 2020         | 2021         | 2022         | 2023         | 2024        | 2025        | Totales  | Totales | Totales |
| Torneos ATP jugados     | 5               | 24              | 26              | 24           | 9            | 17           | 18           | 23           |             | 2           | 143      | 143     | 143     |
| Finales ATP disputadas  | 0               | 1               | 3               | 9            | 2            | 7            | 5            | 10           |             | 0           | 37       | 37      | 37      |
| Torneos ATP ganados     | 0               | 0               | 3               | 4            | 2            | 4            | 2            | 5            |             | 0           | 20       | 20      | 20      |
| G-P en Dura             | 3-2             | 16-18           | 38-15           | 46-13        | 28-8         | 51-8         | 34-14        | 53-13        |             | 2-2         | 18 / 105 | 289-97  | 74%     |
| G-P en Tierra batida    | 1-2             | 0-4             | 1-5             | 8-5          | 0-2          | 5-3          | 3-2          | 10-3         |             |             | 1 / 28   | 29-27   | 52%     |
| G-P en Hierba           | 1-1             | 8-4             | 4-4             | 5-3          | 0-0          | 7-2          | 8-3          | 7-3          |             |             | 1 / 21   | 40-20   | 67%     |
| G-P en General          | 5–5             | 24–26           | 43–24           | 59–21        | 28–10        | 63–13        | 45–19        | 70–19        |             | 2-2         | 358–144  | 358–144 | 358–144 |
| Victorias (%)           | 50%             | 48%             | 64%             | 74%          | 70%          | 83%          | 70%          | 79%          |             | 50%         | 72%      | 72%     | 72%     |

Leyenda
| G | F | SF | CF | #R | RR | C# | P# | NSC | NE | A | Z# | PO | O | P | B | ATP# | TI | TD | ND |

- Medvédev ha ganado títulos ATP en 16 países diferentes: Australia, Austria, Bulgaria, Canadá, China, Emiratos Árabes Unidos, Estados Unidos, España, Francia, Italia, Japón, México, Países Bajos, Reino Unido, Rusia,     .

## Challengers y Futures
| Leyenda (Singles) |
| ----------------- |
| Challengers (1)   |
| Futures (4)       |

### Ganados (5)
| N.º | Fecha      | Torneo                   | Superficie    | Oponente       | Resultado     |
| --- | ---------- | ------------------------ | ------------- | -------------- | ------------- |
| 1.  | 10.08.2014 | Georgia F2               | Tierra batida | Gianluca Mager | 3-6, 6-2, 6-2 |
| 2.  | 12.04.2015 | Túnez F13                | Dura          | Tom Jomby      | 6-4, 6-0      |
| 3.  | 31.05.2015 | Rusia F1                 | Dura (i)      | Iván Gajov     | 6-4, 6-1      |
| 4.  | 21.02.2016 | Suiza F2                 | Moqueta (i)   | Adrien Bossel  | 6-1, 6-3      |
| 5.  | 11.09.2016 | Challenger de Saint-Rémy | Dura          | Joris de Loore | 6-3, 6-3      |

### Finalista (1)
| N.º | Fecha      | Torneo                 | Superficie | Oponente      | Resultado |
| --- | ---------- | ---------------------- | ---------- | ------------- | --------- |
| 1.  | 13.08.2016 | Challenger de Portoroz | Dura       | Florian Mayer | 1-6, 2-6  |

### Dobles (4)
| N.º | Fecha      | Torneo      | Superficie    | Compañero         | Oponentes                          | Resultado           |
| --- | ---------- | ----------- | ------------- | ----------------- | ---------------------------------- | ------------------- |
| 1.  | 03.08.2014 | Georgia F1  | Tierra batida | Florent Diep      | Emanuele Molina Riccardo Sinicropi | 6-1, 4-3, [10-3]    |
| 2.  | 14.09.2014 | Francia F18 | Dura (i)      | Karen Jachánov    | Olivier Charroin Elie Rousset      | 7-6(5), 4-6, [10-7] |
| 3.  | 03.05.2015 | Francia F9  | Tierra batida | Julien Dubail     | Maxime Chazal Jerome Inzerillo     | 6-4, 6-4            |
| 4.  | 06.03.2016 | Francia F4  | Dura (i)      | Denís Matsúkevich | David Pel Antal van der Duim       | 7-6(5), 4-6, [11-9] |

#### Finalista en dobles (6)
| N.º | Fecha      | Torneo         | Superficie    | Compañero           | Oponentes                         | Resultado           |
| --- | ---------- | -------------- | ------------- | ------------------- | --------------------------------- | ------------------- |
| 1.  | 01.02.2015 | Túnez F3       | Dura          | Alexandar Lazov     | Claudio Grassi Riccardo Ghedin    | 6-4, 6-7(2), [4-10] |
| 2.  | 08.02.2015 | Túnez F4       | Tierra batida | Alexandar Lazov     | Peter Heller Dominic Weidinger    | 3-6, 3-6            |
| 3.  | 12.04.2015 | Túnez F13      | Dura          | Remy Chala          | Anis Ghorbel Vasko Mladenov       | 6-4, 1-6, [9-11]    |
| 4.  | 21.06.2015 | Rusia F4       | Dura (i)      | Vladimir Uzhylovsky | Maxim Dubarenco Vladyslav Manafov | 3-6, 6-4, [6-10]    |
| 5.  | 19.07.2015 | Francia F14    | Dura          | Zhizhen Zhang       | Caio Silva Ricardo Urzua-Rivera   | 6-7(4), 1-6         |
| 6.  | 23.08.2015 | Bielorrusia F2 | Dura          | Zhizhen Zhang       | Egor Gerasimov Ilya Ivashka       | 1-6, 3-6            |

## Ranking ATP al final de la temporada
| Año                     | 2014 | 2015 | 2016 | 2017 | 2018 | 2019 | 2020 | 2021 | 2022 | 2023 |
| Ranking en individuales | 655  | 329  | 99   | 65   | 16   | 5    | 4    | 2    | 7    | 3    |

## Victorias sobre Top 10
| Temporada | 2013 | 2014 | 2015 | 2016 | 2017 | 2018 | 2019 | 2020 | 2021 | 2022 | 2023 | 2024 | Total |
| Victorias | 0    | 0    | 0    | 0    | 1    | 0    | 8    | 7    | 10   | 3    | 12   | 5    | 46    |

| #    | Jugador               | Ranking | Torneo                                                | Superficie    | Rd | Resultado                     | Medvédev Ranking |
| ---- | --------------------- | ------- | ----------------------------------------------------- | ------------- | -- | ----------------------------- | ---------------- |
| 2017 |                       |         |                                                       |               |    |                               |                  |
| 1.   | Stanislas Wawrinka    | 3       | Wimbledon, Londres, Reino Unido                       | Hierba        | 1R | 6-4, 3-6, 6-4, 6-1            | 49               |
| 2019 |                       |         |                                                       |               |    |                               |                  |
| 2.   | Stefanos Tsitsipas    | 8       | Masters de Montecarlo, Montecarlo, Mónaco             | Tierra batida | 3R | 6-2, 1-6, 6-4                 | 14               |
| 3.   | Novak Djokovic        | 1       | Masters de Montecarlo, Montecarlo, Mónaco             | Tierra batida | CF | 6-3, 4-6, 6-2                 | 14               |
| 4.   | Kei Nishikori         | 6       | Conde de Godó, Barcelona, España                      | Tierra batida | SF | 6-4, 3-6, 7-5                 | 14               |
| 5.   | Dominic Thiem         | 7       | Masters de Canadá, Montreal, Canadá                   | Dura          | CF | 6-3, 6-1                      | 9                |
| 6.   | Karén Jachánov        | 8       | Masters de Canadá, Montreal, Canadá                   | Dura          | SF | 6-1, 7-68-6                   | 9                |
| 7.   | Novak Djokovic        | 1       | Masters de Cincinnati, Cincinnati, Estados Unidos     | Dura          | SF | 3-6, 6-3, 6-3                 | 8                |
| 8.   | Stefanos Tsitsipas    | 7       | Masters de Shanghái, Shanghái, China                  | Dura          | SF | 7-67-5, 7-5                   | 4                |
| 9.   | Alexander Zverev      | 6       | Masters de Shanghái, Shanghái, China                  | Dura          | F  | 6-4, 6-1                      | 4                |
| 2020 |                       |         |                                                       |               |    |                               |                  |
| 10.  | Diego Schwartzman     | 9       | Masters de París, París, Francia                      | Dura (i)      | CF | 6-3, 6-1                      | 6                |
| 11.  | Alexander Zverev      | 7       | Masters de París, París, Francia                      | Dura (i)      | F  | 5-7, 6-4, 6-1                 | 6                |
| 12.  | Alexander Zverev      | 7       | ATP Finals, Londres, Reino Unido                      | Dura (i)      | RR | 6-3, 6-4                      | 4                |
| 13.  | Novak Djokovic        | 1       | ATP Finals, Londres, Reino Unido                      | Dura (i)      | RR | 6-3, 6-3                      | 4                |
| 14.  | Diego Schwartzman     | 9       | ATP Finals, Londres, Reino Unido                      | Dura (i)      | RR | 6-3, 6-3                      | 4                |
| 15.  | Rafael Nadal          | 2       | ATP Finals, Londres, Reino Unido                      | Dura (i)      | SF | 3-6, 7-67-4, 6-3              | 4                |
| 16.  | Dominic Thiem         | 3       | ATP Finals, Londres, Reino Unido                      | Dura (i)      | F  | 4-6, 7-67-2, 6-4              | 4                |
| 2021 |                       |         |                                                       |               |    |                               |                  |
| 17.  | Diego Schwartzman     | 9       | Copa ATP, Melbourne, Australia                        | Dura          | RR | 7-5, 6-3                      | 4                |
| 18.  | Alexander Zverev      | 7       | Copa ATP, Melbourne, Australia                        | Dura          | SF | 3-6, 6-3, 7-5                 | 4                |
| 19.  | Matteo Berrettini     | 10      | Copa ATP, Melbourne, Australia                        | Dura          | F  | 6-4, 6-2                      | 4                |
| 20.  | Andréi Rubliov        | 8       | Abierto de Australia, Melbourne, Australia            | Dura          | CF | 7-5, 6-3, 6-2                 | 4                |
| 21.  | Stefanos Tsitsipas    | 5       | Abierto de Australia, Melbourne, Australia            | Dura          | SF | 6-4, 6-2, 7-5                 | 4                |
| 22.  | Novak Djokovic        | 1       | Abierto de Estados Unidos, Nueva York, Estados Unidos | Dura          | F  | 6-4, 6-4, 6-4                 | 2                |
| 23.  | Alexander Zverev      | 4       | Masters de París, París, Francia                      | Dura (i)      | SF | 6-2, 6-2                      | 2                |
| 24.  | Hubert Hurkacz        | 9       | ATP Finals, Turin, Italia                             | Dura (i)      | RR | 6-75-7, 6-3, 6-4              | 2                |
| 25.  | Alexander Zverev      | 3       | ATP Finals, Turin, Italia                             | Dura (i)      | RR | 6-3, 6-73-7, 7-68-6           | 2                |
| 26.  | Casper Ruud           | 8       | ATP Finals, Turin, Italia                             | Dura (i)      | SF | 6-4, 6-2                      | 2                |
| 2022 |                       |         |                                                       |               |    |                               |                  |
| 27.  | Matteo Berrettini     | 7       | Copa ATP, Sídney, Australia                           | Dura          | RR | 6-2, 6-75-7, 6-4              | 2                |
| 28.  | Félix Auger-Aliassime | 9       | Abierto de Australia, Melbourne, Australia            | Dura          | CF | 6-74-7, 3-6, 7-67-2, 7-5, 6-4 | 2                |
| 29.  | Stefanos Tsitsipas    | 4       | Abierto de Australia, Melbourne, Australia            | Dura          | SF | 7-67-5, 4-6, 6-4, 6-1         | 2                |
| 2023 |                       |         |                                                       |               |    |                               |                  |
| 30.  | Félix Auger-Aliassime | 8       | Torneo de Róterdam, Róterdam, Países Bajos            | Dura (i)      | CF | 6-2, 6-4                      | 11               |
| 31.  | Félix Auger-Aliassime | 9       | Torneo de Doha, Doha, Catar                           | Dura          | SF | 6-4, 6-4                      | 8                |
| 32.  | Novak Djokovic        | 1       | Torneo de Dubái, Dubái, E.A.U.                        | Dura          | SF | 6-4, 6-4                      | 7                |
| 33.  | Andréi Rubliov        | 6       | Torneo de Dubái, Dubái, E.A.U.                        | Dura          | F  | 6-2, 6-2                      | 7                |
| 34.  | Stefanos Tsitsipas    | 5       | Masters de Roma, Roma, Italia                         | Tierra batida | SF | 7-5, 7-5                      | 3                |
| 35.  | Holger Rune           | 7       | Masters de Roma, Roma, Italia                         | Tierra batida | F  | 7-5, 7-5                      | 3                |
| 36.  | Andréi Rubliov        | 8       | Abierto de Estados Unidos, Nueva York, Estados Unidos | Dura          | CF | 6-4, 6-3, 6-4                 | 3                |
| 37.  | Carlos Alcaraz        | 1       | Abierto de Estados Unidos, Nueva York, Estados Unidos | Dura          | SF | 7-67-3, 6-1, 3-6, 6-3         | 3                |
| 38.  | Alexander Zverev      | 10      | Torneo de Pekín, Pekín, China                         | Dura          | SF | 6-4, 6-3                      | 3                |
| 39.  | Stefanos Tsitsipas    | 7       | Torneo de Viena, Viena, Austria                       | Dura          | SF | 6-4, 7-68-6                   | 3                |
| 40.  | Andréi Rubliov        | 5       | ATP Finals, Turin, Italia                             | Dura (i)      | RR | 6-4, 6-22                     | 3                |
| 41.  | Alexander Zverev      | 7       | ATP Finals, Turin, Italia                             | Dura (i)      | RR | 7-69-7, 6-4                   | 3                |
| 2024 |                       |         |                                                       |               |    |                               |                  |
| 42.  | Hubert Hurkacz        | 9       | Abierto de Australia, Melbourne, Australia            | Dura          | CF | 7-67-4, 2-6, 6-3, 5-7, 6-4    | 3                |
| 43.  | Alexander Zverev      | 6       | Abierto de Australia, Melbourne, Australia            | Dura          | SF | 5-7, 3-6, 7-67-4, 7-67-5, 6-3 | 3                |
| 44.  | Holger Rune           | 7       | Masters de Indian Wells, Indian Wells, Estados Unidos | Dura          | CF | 7-5, 6-4                      | 4                |
| 45.  | Grigor Dimitrov       | 10      | Wimbledon, Londres, Reino Unido                       | Hierba        | 4R | 5-3 RET                       | 5                |
| 46.  | Jannik Sinner         | 1       | Wimbledon, Londres, Reino Unido                       | Hierba        | CF | 6-77-9, 6-4, 7-67-4, 2-6, 6-3 | 5                |

## Vida personal
Medvédev está casado con Daria Medvédeva desde el año 2018. El 14 de octubre de 2022 anunció juntamente con su esposa, de forma sorpresiva en las redes sociales, el nacimiento de su hija, mantenido en secreto por semanas.